# 湖西線
湖西線（こせいせん）は、滋賀県長浜市の近江塩津駅から琵琶湖の西岸を経由して京都府京都市山科区の山科駅に至る西日本旅客鉄道（JR西日本）の鉄道路線（幹線）である。路線記号は B 。
本路線の区間表記は、国土交通省鉄道局監修の『鉄道要覧』では「近江塩津,山科」とあり、近江塩津駅を起点、山科駅を終点としているが、JR西日本が発行している『データで見るJR西日本』では、「湖西線 山科〜近江塩津」との記載であり、市販の時刻表は「北陸本線・湖西線 下り 大阪・米原－金沢」（湖西線区間は山科駅→近江塩津駅の順に駅が記載）、「北陸本線・湖西線 上り 金沢－米原・大阪」（湖西線区間は近江塩津駅→山科駅の順に駅が記載）と記載されている。起点からの距離を示すキロポストも山科起点で設置されている（詳細は後節）。
本項では時刻表などの記載に倣い「山科駅→近江塩津駅」を下り、「近江塩津駅→山科駅」を上りとするが、記述方向は国鉄時代の事象や一部の節以外は近江塩津駅から山科駅の方向とし、北陸本線など関連路線も方向を合わせる。

## 概要
湖西線は、近江塩津駅を起点、山科駅を終点とする路線で、琵琶湖の西岸、湖西地区を通るため湖西線と命名された。山科駅からはすべての列車が東海道本線（琵琶湖線）に乗り入れて京都駅まで直通している。また、一部列車は近江塩津駅から北陸本線に乗り入れて、北陸新幹線にも接続する敦賀駅（福井県敦賀市）まで至る。全区間がJR西日本のアーバンネットワークの範囲内であるほか、同社近畿統括本部の管轄であり、旅客営業規則の定める大都市近郊区間の「大阪近郊区間」およびIC乗車カード「ICOCA」エリア に、堅田駅 - 山科駅間が電車特定区間に含まれている。
琵琶湖東岸の琵琶湖線（東海道本線・北陸本線）経由と比べて距離が短く所要時間も短縮されることから、北陸新幹線と関西を連絡する特急列車「サンダーバード」や、北海道や東北地方・北陸信越地方の日本海側の各地と西日本を結ぶ日本貨物鉄道（JR貨物）の貨物列車などが当路線を経由しており、北陸本線やハピラインふくい線、IRいしかわ鉄道線、あいの風とやま鉄道線、えちごトキめき鉄道日本海ひすいライン、東日本旅客鉄道（JR東日本）の信越本線・羽越本線・奥羽本線とともに日本海縦貫線を構成している。また、新快速を中心にJR京都線やJR神戸線と直通運転を行っており、特に南部を中心に沿線から京阪神方面への通勤・通学路線ともなっている。近江今津駅では西日本JRバスの若江線と接続しており、小浜市と京阪神を最速・最短で結ぶルートを形成している。
比良山地東麓に吹く比良おろしと呼ばれる局地風が発生するため、明かり区間のほとんどが切土、盛土、橋梁、高架などの立体構造で、真風を受ける当路線は減速運転や運休、琵琶湖線への迂回運転が年間20日以上発生している。過去には徐行中の転覆落下事故や停車中の横転事故も発生した。そのためJR西日本は沿線山側に防風柵を設置するなど、強風対策を行っている。
北陸新幹線の敦賀駅以南（以西）は小浜市を経由して京都市内へ南下する「小浜・京都ルート」が与党内で正式決定されており、整備新幹線の並行在来線は沿線自治体の同意の下で経営分離するという原則により、JR西日本は当線を並行在来線として経営分離することを検討しているが、経営負担の懸念から滋賀県および沿線自治体は反対している。当線が経営分離された場合、大都市近郊区間内で並行在来線が経営分離される初めてのケースとなる。

### 正式な起点駅・終点駅
本路線は、国鉄時代に制定された日本国有鉄道線路名称では山科駅が起点で、近江塩津駅を終点としていたが、1987年（昭和62）年4月1日からの国鉄分割民営化により、本路線をJR西日本が承継した際に当時の運輸省に提出された「日本国有鉄道の事業等の引継ぎ並びに権利及び義務の承継等に関する基本計画」（JR事業基本計画）に、本路線を「近江塩津から山科まで」と記載したため、JR化以降の正式な起点駅は近江塩津駅、終点駅は山科駅となり、国鉄時代とは起点駅・終点駅が逆になった。
ただし、前出の『データで見るJR西日本』やJR各社が公示している「JR線路名称公告」では山科駅が起点で、近江塩津駅が終点となっており、また鉄道趣味誌や書籍は、国鉄時代の表記に倣い湖西線を「山科〜近江塩津間」、「山科駅から近江塩津駅まで」などと記載しているため、役所への提出書類とJR西日本発行冊子や一般向けの書籍などでは、起点駅・終点駅の表記が逆になっている。

## 歴史

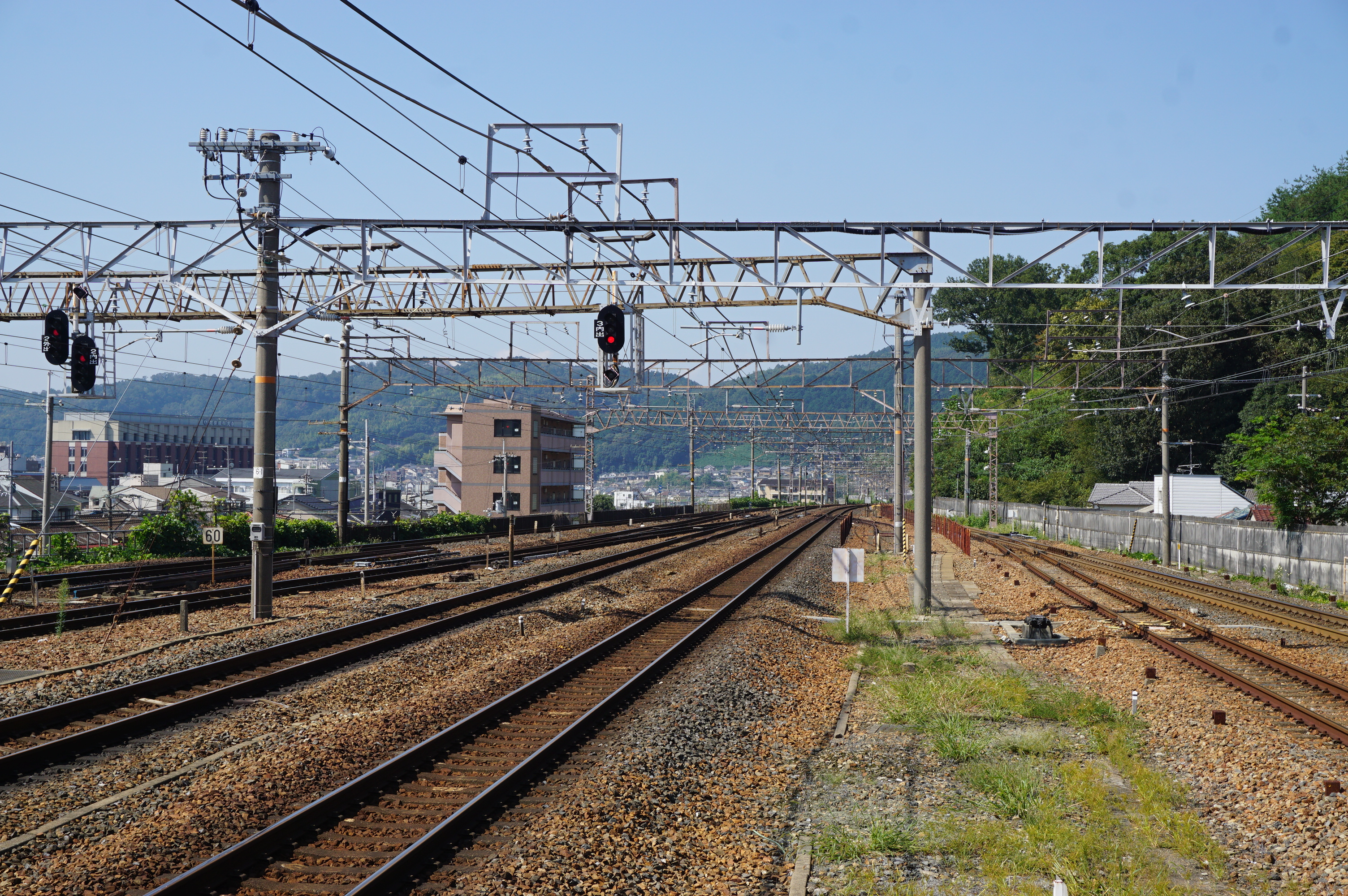
山科駅の西側は将来新線が分岐できる構造になっている

湖西線は大阪と北陸方面を結ぶ短絡線として日本鉄道建設公団により大都市交通線（D線）として建設された。そのため、湖西線の鉄道施設はかつて日本鉄道建設公団およびその業務を承継した鉄道建設・運輸施設整備支援機構（鉄道・運輸機構）が保有しており、国鉄およびJR西日本は貸付料を支払っていたが、2014年に貸付料の支払いが終了し、鉄道施設はJR西日本に有償で譲渡された。
元々、浜大津駅 - 近江今津駅間に地元資本による江若鉄道が開業しており、路線計画時にほぼ並行する形のこの江若鉄道の扱いが問題となった。最終的に江若鉄道は廃止し、その路盤を買い上げて転用することで決着したが、競合路線の買い上げ救済が真の目的であって実際の転用率は低かった。江若鉄道は1969年10月限りで鉄道事業を廃止後、江若交通に社名変更している。
開業前には堅田駅と近江今津駅で貨物営業を行う計画がありそのための用地買収にも至ったが、沿線での貨物需要が相当量に達しないと判断され行わないよう計画変更された。開業後は貨物列車は全駅通過か運転停車のみで運転されている。貨物側線用地は保守用基地などに利用されている。計画時は東海道本線の線路容量が限界になるとの予測により、山科駅から奈良線木幡駅・新田駅、片町線長尾駅・鳥飼を経由して吹田操車場に至る42.1 kmの新線計画があり、貨物列車を新設の長尾操車場に運転する計画であった。そのため、山科駅は西側も分岐できる構造になっている。しかし新線は国鉄の財政事情悪化により計画が中止された。
関西対北陸の優等列車の湖西線経由への移行は開業翌年の1975年3月10日となったが、これは湖西線の開業当時山陽新幹線がまだ岡山駅までしか開業しておらず、翌年の博多駅への延伸開業まで移行を見合わせていたためである。最終的に急行「きたぐに」と「ゆのくに」を残し、あとはすべて湖西線経由へ移行した。
開業時より全線が電化されているが、当時近江塩津駅は交流電化であったため、近江塩津駅 - 永原駅間に交直セクションが設けられ、直流電車を使用する新快速や普通列車は永原駅 - 山科駅間の運行に限られていた。2006年に北陸本線敦賀駅 - 米原駅間とともに近江塩津駅 - 永原駅間の直流化工事が完成して、湖西線内は全て直流電化となり、湖西線を経由する新快速が敦賀駅から運転されるようになった（詳細は「直流化工事」の節を参照）。
2011年3月11日に発生した東北地方太平洋沖地震（東日本大震災）の影響で、直流電動機に使用している電動機用黒鉛ブラシを製作しているメーカーが被災して製造の見通しが立たず、使用できない車両が発生する恐れが生じた。このため、同年4月11日から日中の一部の京都駅 - 堅田駅・近江舞子駅間の普通の運転を取り止める予定と発表されたが、部品調達の目処が立ったのでこの措置は行われず、4月11日以降も通常のダイヤで運転されることになった。

### 年表

#### 湖西線の開業まで
- 1922年（大正11年）4月11日：浜大津 - 三宅（現在の小浜線上中駅）間が国鉄予定線に編入[2]。
- 1962年（昭和37年）5月31日：浜大津 - 塩津間が国鉄調査線となる[2]。
- 1964年（昭和39年）6月25日：鉄道建設審議会にて山科 - 沓掛間を工事線に編入すると答申[27]。
- 1966年（昭和41年）12月28日：山科 - （仮称）北大津（現在の大津京駅）間、近江今津 - 近江塩津間が第一次認可[27]。
- 1967年（昭和42年）1月12日：皇子山総合運動公園で湖西線起工式を開催[2]。
- 1969年（昭和44年）11月1日：江若鉄道線浜大津駅 - 近江今津駅間が廃止[2]。
- 1974年（昭和49年）6月13日：列車集中制御装置 (CTC) が導入[28][29]。

#### 湖西線開業後
- 1974年（昭和49年）
  - 7月20日：山科駅 - 近江塩津駅間 (74.1 km) が開業。この時点では優等列車・貨物列車の運行は行わない暫定開業であった。新快速が堅田駅まで9往復、普通が23往復、臨時列車が12往復、近江今津駅 - 敦賀駅間で3往復[30]。ほかに臨時列車として新快速が近江今津駅まで延長される日や、大阪駅から近江今津駅までの快速が運行される日もあった。
  - 10月1日：湖西線で貨物列車が運転開始[31]。
- 1975年（昭和50年）3月10日：大阪駅 - 北陸・東北間の特急と急行「立山」が湖西線経由となる[2][注 9]。
- 1979年（昭和54年）10月 - 北小松駅 - 近江舞子駅間を走行中の貨物列車が台風第16号接近に伴う突風で脱線。貨車2両が高架下に転落する事故[32]。
- 1985年（昭和60年）11月26日：381系電車による高速試験で日本の在来線の最高速度記録である179.5 km/hを記録[33]。これは現在も破られていない。
- 1986年（昭和61年）11月1日：新快速が線内各駅停車になり、近江舞子駅まで定期列車としての運転区間を延長。
- 1987年（昭和62年）4月1日：国鉄分割民営化により西日本旅客鉄道が承継[2]。日本貨物鉄道が全線の第二種鉄道事業者となる[2]。
- 1988年（昭和63年）12月4日：小野駅開業[18]。
- 1989年（平成元年）3月11日：新快速の近江今津駅への臨時延長運転がいったん廃止。京都寄りでは113系4両編成による普通列車が増え、永原駅 - 近江今津駅間で3往復増発。
- 1991年（平成3年）9月14日：北陸本線長浜駅 - 米原駅間直流電化に伴う車両運用変更により、近江塩津駅 - 永原駅間を跨ぐ普通列車が気動車から交直両用電車に変更[2]。近江塩津駅 - 近江今津駅間を平均約10分短縮したほか、近江塩津駅構内配線変更により長浜方面との直通列車が運転開始。
- 1994年（平成6年）9月4日：叡山駅が比叡山坂本駅に改称[18]。
- 1996年（平成8年）3月16日：新快速を再び近江舞子駅 - 京都駅間で快速運転に戻し、運転区間を近江今津駅（1往復のみ永原駅）からに延長。朝ラッシュ時に敦賀発近江今津行きの普通と接続する同駅始発大阪行き快速を1本新設し、こちらは新快速よりさらに停車駅を削減[注 10]。そのため臨時延長運転以来長く続けられてきた比良駅と志賀駅が通常の新快速停車駅から外される。207系電車が湖西線に初めて乗り入れる（同年7月20日で廃止）。
- 1997年（平成9年）
  - 3月8日：夕方18時台の京都発永原行き普通1本が快速（停車駅は新快速と同じ）に変更され、大阪方面からの新快速と接続。
  - 6月：比良駅構内で停車していた貨物列車の貨車3両が、台風8号接近に伴う強風のため横転[32]。
- 1999年（平成11年）2月26日：小野駅 - 山科駅の各駅が「Jスルーカード」の利用エリアになる。
- 2002年（平成14年）
  - 3月23日：近江舞子駅 - 和邇駅の各駅が「Jスルーカード」の利用エリアになる。雄琴駅（現・おごと温泉駅）が快速の停車駅になる。
  - 12月2日：女性専用車が導入される[34][35]。
- 2003年（平成15年）
  - 10月1日：コンコースの喫煙コーナーが廃止[36]。
  - 11月1日：近江舞子駅 - 山科駅の各駅でICカード「ICOCA」導入。
- 2004年（平成16年）10月16日：朝の新快速1往復が運転区間を永原駅からに延長、これで永原駅発着の新快速は2往復となる。
- 2006年（平成18年）
  - 9月24日：近江塩津駅 - 永原駅間が交流電化から直流電化に変更[2]。
  - 10月21日：新快速・快速の運転区間が敦賀駅からに延長（1往復のみ近江今津発着）され湖西線全区間運転となる[2]。近江塩津駅 - 北小松駅の各駅でICカード「ICOCA」が利用可能になる[37]。
  - 12月21日：滋賀電車内駅構内連続強姦事件が発生。
- 2008年（平成20年）
  - 3月15日：雄琴駅がおごと温泉駅に、西大津駅が大津京駅に改称[38]。
  - 時期不詳：和邇駅 - 近江塩津駅間で防風柵の設置が始まる[32]。
- 2009年（平成21年）7月1日：永原駅 - 山科駅間の各駅でホーム上の喫煙コーナーが廃止されて全面禁煙化[39]。
- 2010年（平成22年）12月1日：組織改正により、京都支社の管轄から近畿統括本部の管轄に変更[40]。
- 2011年（平成23年）
  - 1月27日：永原駅構内で折返し列車が積雪のため脱線[41]。
  - 3月12日：ダイヤ改正で新旭駅のホーム有効長が12両対応に延伸。同時に新快速が12両での運行開始。以前から12両で運行していた新旭駅・近江高島駅・北小松駅を通過の大阪方面行き快速が、敦賀行きと同様に近江舞子駅までの各駅に停車となる。
  - 3月16日：近江塩津駅構内でATS-Pが使用開始[42]。
  - 3月19日：永原駅 - 北小松駅間でATS-Pが使用開始[42]。
  - 3月23日：北小松駅 - 山科駅間でATS-Pが使用開始[42]。
  - 4月18日：女性専用車が毎日、終日設定される[43]。
- 2014年（平成26年）
  - 7月：貸付期間経過に伴い、湖西線は鉄道・運輸機構からJR西日本に譲渡[20]
  - 7月20日：開業40周年を迎え、DD51形ディーゼル機関車牽引の「サロンカーなにわ」による記念列車を京都駅 - 敦賀駅間で運行[44]。
- 2015年（平成27年）3月14日：路線記号が本格導入開始[45]。
- 2016年（平成28年）3月26日：ダイヤ改正に伴い、緩行電車の直通が終了。
- 2017年（平成29年）10月23日：平成29年台風第21号の強風により近江舞子駅 - 比良駅間で架線柱9本が折損、翌24日は堅田駅 - 近江今津駅間で運休し、特急は一部運休の上、米原経由で運転。25日始発から運転再開[46][47][48]。
- 2018年（平成30年）3月17日：各駅に駅ナンバリングが導入され、使用を開始する。
- 2019年（平成31年）
  - 2月：全線に列車運行管理システムを順次導入[49]。
  - 3月16日：近江今津駅 - 近江塩津駅間でワンマン運転を開始。
  - 3月：防風柵の設置が完了[32]。
- 2023年（令和5年）
  - 3月18日：223系2500番台が運用開始[50]。
  - 4月1日：113系・117系が運用終了[51]。
- 2025年（令和7年）4月1日：堅田駅 - 山科駅間が電車特定区間となる[8][9]

## 運行形態

### 旅客列車
| 種別＼駅名         | 敦賀  | …     | 近江塩津 | …     | 近江舞子 | 近江舞子 | …     | 堅田  | 堅田  | …     | 山科  | 京都  | 直通先            |
| ------------------ | ----- | ----- | -------- | ----- | -------- | -------- | ----- | ----- | ----- | ----- | ----- | ----- | ----------------- |
| 特急サンダーバード | 1-2本 | 1-2本 | 1-2本    | 1-2本 | 1-2本    | 1-2本    | 1-2本 | 1-2本 | 1-2本 | 1-2本 | 1-2本 | 1-2本 | →JR京都線（大阪） |
| 新快速             | 1本   | 1本   | 1本      | 1本   | 1本      | 1本      | 1本   | 1本   | 1本   | 1本   | 1本   | 1本   | →JR京都線（姫路） |
| 普通               |       |       |          |       |          | 2本      | 2本   | 2本   | 2本   | 2本   | 2本   | 2本   |                   |
| 普通               |       |       |          |       |          |          |       | 1本   |       |       |       |       |                   |

山科駅が路線としての終点であるが、全列車が東海道本線（琵琶湖線）経由で京都駅に乗り入れており、さらに特急・新快速を中心に大阪方面へ直通している。起点の近江塩津駅からも特急・新快速の全列車と一部の普通列車が敦賀駅へ乗り入れている。京都駅からは湖西線経由の近江塩津駅発着の列車はなく、同駅発着の新快速は琵琶湖線米原駅経由で運転される。事故やトラブルでダイヤが乱れた場合や大雪・強風などで乱れが見込まれる場合は、近江今津駅で運転を打ち切り、敦賀駅 - 近江今津駅間と近江今津駅 - JR神戸線・JR京都線方面間とで別の編成で運転することがある。
国鉄時代、途中で交流電化に変わる近江塩津駅 - 永原駅間の普通列車は1日3本ときわめて少ない本数であった。2006年10月に直流区間が敦賀駅まで延長されたことに伴い、永原駅からさらに近江塩津・敦賀方面に直通する列車の本数が増加した。

#### 特急

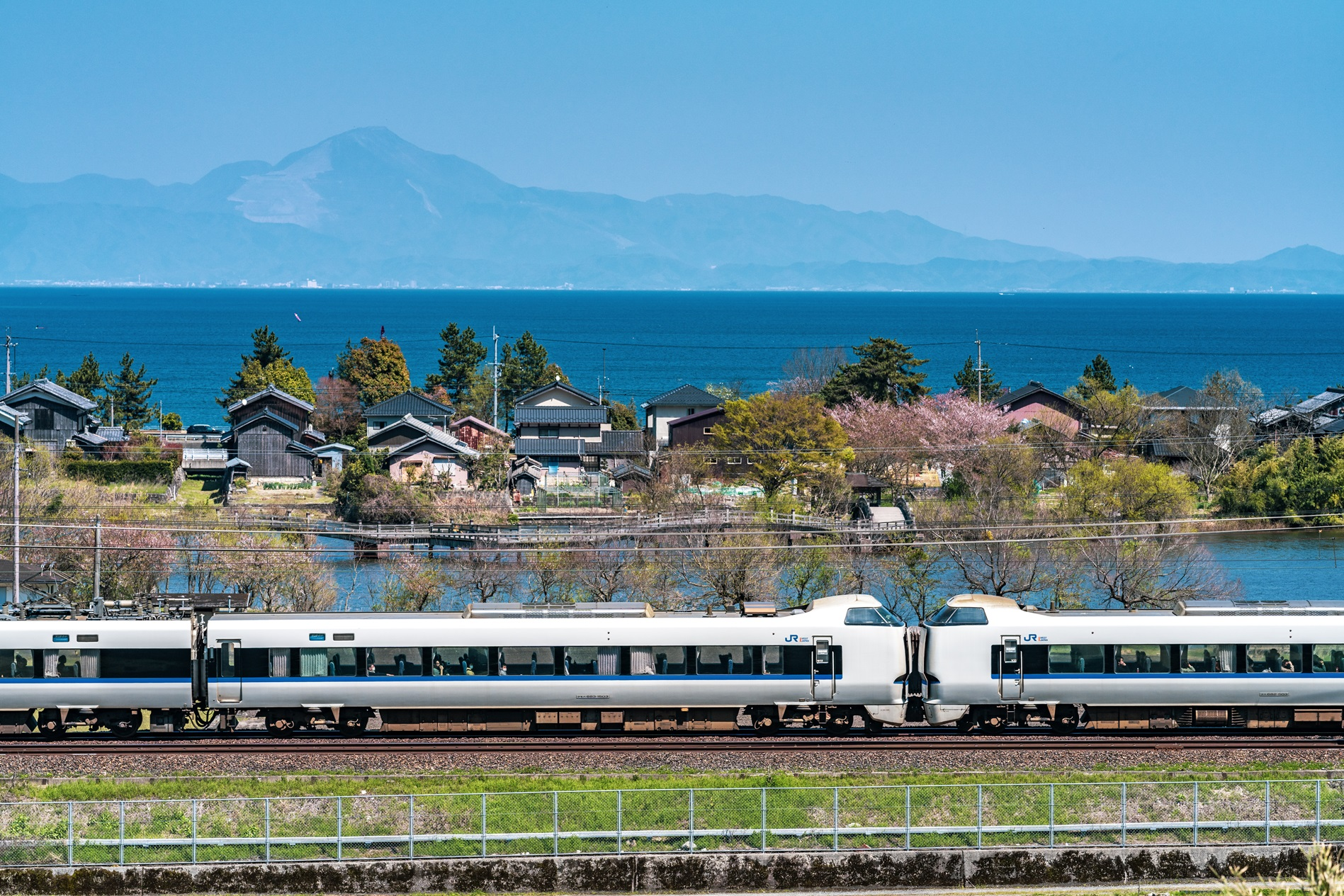
近江高島駅付近を走行する特急サンダーバード

関西と北陸新幹線を連絡する優等列車として、特急「サンダーバード」が湖西線を経由しており、日中は湖西線内は無停車、朝夕は湖西線沿線から大阪方面への通勤特急および新快速の補助として一部列車が堅田駅・近江今津駅に停車する。この区間ではe5489によりチケットレス特急券で普通車指定席を割安に利用することができる。2003年（平成15年）10月1日から、近江今津駅・堅田駅 - 京都駅・新大阪駅・大阪駅間で利用可能で、通勤・通学定期券・回数券・昼間特割きっぷと併用して特急列車の普通車自由席に乗車できる「湖西通勤回数特急券」を発売していたが、2020年3月31日までに発売終了となった。

#### 新快速・快速

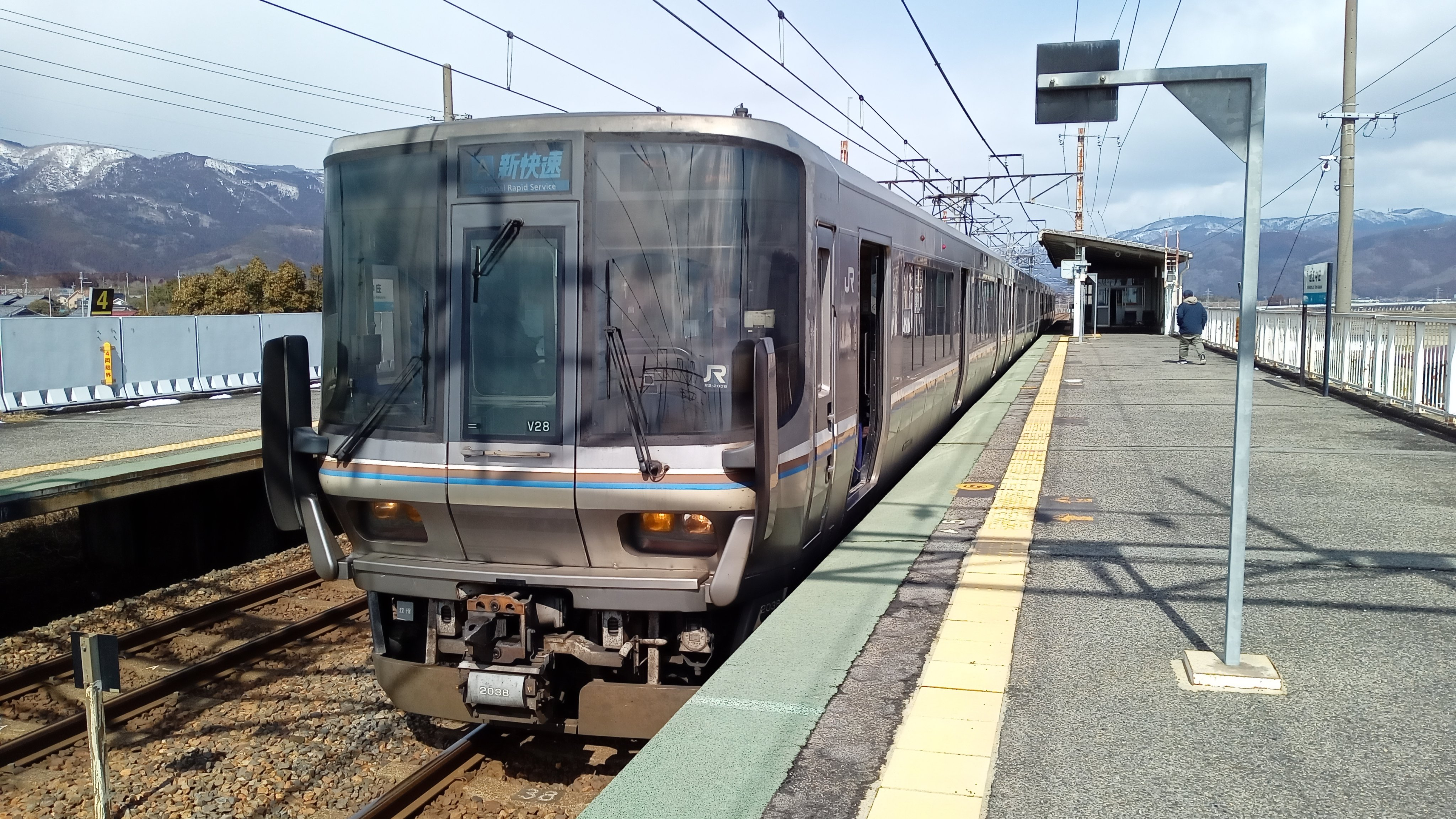
湖西線の新快速（近江中庄駅）

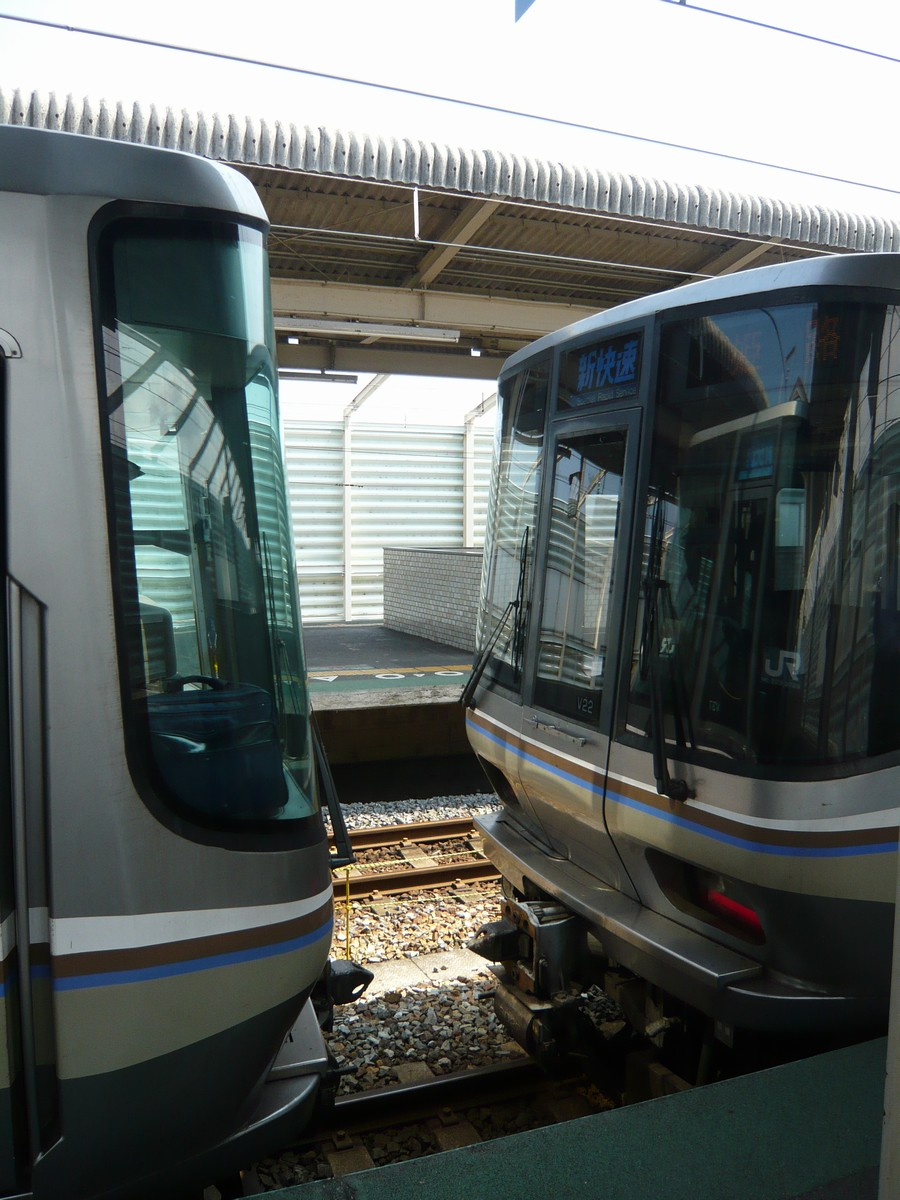
近江今津駅での新快速の分割・増結

新快速は日中1時間に1本運行されている。敦賀駅 - 近江舞子駅間は各駅に停車し、近江舞子駅 - 山科駅間では途中、堅田駅・比叡山坂本駅・大津京駅に停車する。朝の上りと夕方下りの各1本は湖西線内は快速に種別変更され、おごと温泉駅にも停車する。土曜・休日夕方の京都発敦賀行き快速1本を除き、大阪方面に直通する。普通との緩急接続は、日中以外の近江今津行き・敦賀行きは大津京駅で行い、京都・大阪方面は堅田駅で行われている。なお、日中は普通電車の本数削減に伴い近江今津方面行きの大津京駅での緩急接続はなく、京都・大阪方面に至っても堅田駅始発となっておりホームが変更されている。さらに、上りのみ近江塩津駅で、同駅始発の琵琶湖線米原駅経由の新快速に片接続する。
1974年の湖西線開業時から日中に1時間に1本の新快速が大阪方面から堅田駅まで直通するようになった。1986年11月1日には近江舞子駅まで延長される一方で湖西線内は各駅停車となるが、1996年3月16日には近江今津駅まで延長されるとともに湖西線内での通過運転が復活した。1996年3月16日から朝に上り快速が、1997年3月8日から夕方に下り快速がそれぞれ1本設定された。また行楽期の土休日には「湖西レジャー号」として志賀駅に臨時停車する新快速があったが、2015年度以降は取りやめられている。
近江塩津駅・新疋田駅と敦賀駅の4番のりばの有効長が4両分であるため、近江今津駅で列車の連結・切り離しが行われている（朝時間帯の敦賀行き1本は京都駅で切り離し、この列車は米原行きを連結）。そのため近江今津駅の2番のりばには誘導信号機が設置された。その作業のため停車時間が長めに取られており、その間に特急「サンダーバード」の通過待ちを行う列車がある。2011年3月11日までは京都駅で切り離しを行う列車で湖西線は新快速、琵琶湖線では普通列車になる運用があった。

#### 普通

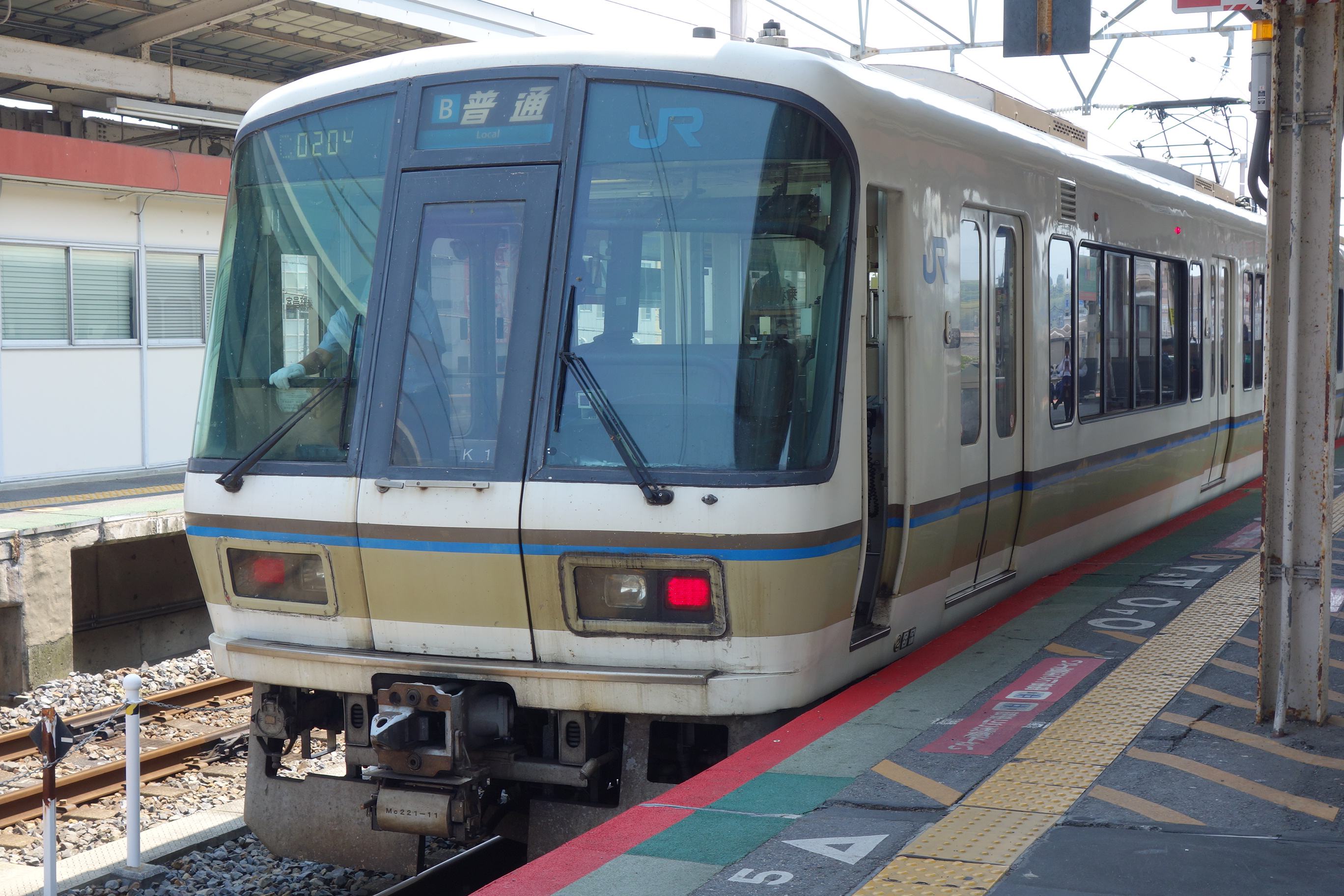
湖西線の普通列車

運行区間内のすべての駅に停車する。平日朝に大阪行き（高槻駅からは茨木駅・新大阪駅のみ停車の快速）が1本設定されているが、その他は京都駅発着である。
日中は1時間に堅田駅 - 京都駅間の列車が1本、近江舞子駅 - 京都駅間の列車が30分間隔で2本設定されており、堅田駅 - 山科駅間は1時間に計3本ある。朝晩には永原駅・近江今津駅を発着する列車があるほか、近江今津発米原行き、長浜発近江今津行きが各1本設定されており、この列車は近江塩津駅でスイッチバック（方向転換）を行い長浜・米原方面と直通する。京都駅からは近江塩津駅・敦賀発着の列車はなく、いずれも上りの京都行きのみに設定されている。
京都駅では3番のりばに発着する列車が多い。6 - 7番のりばに到着し、吹田総合車両所京都支所または引き上げ線へ回送される列車もある。
過去には4扉ロングシートの通勤形電車（207系・321系）で運行されるJR京都線・JR神戸線・JR宝塚線の各駅停車（京阪神緩行線）の直通運転もあり、2015年3月14日ダイヤ改正時点では朝と平日夜に西明石駅発着、土曜・休日夜に新三田駅発の列車が設定されていた。これらの列車には5号車に女性専用車の設定があった。2016年3月26日のダイヤ改正でこれらの列車は京都駅発着の普通となり、JR神戸線・JR京都線の各駅停車の直通運転はなくなっている。

##### 列車番号
普通列車の列車番号は、敦賀駅・近江塩津駅・永原駅・近江今津駅を発着する列車は1800番台、近江舞子駅・堅田駅発着の列車は2800番台として区別している。ただし、敦賀駅 - 近江塩津駅 - 近江今津駅間を運行する列車は4800番台を与えることを基本としている。敦賀駅発着の新快速・快速は近江今津駅で列車番号が変わる。
近江今津駅を発着する北陸本線方面の列車と新快速および京都駅から直通する普通との間で列車番号の奇数・偶数が逆転している。

### 臨時列車
開業当初から琵琶湖や比良山系へのレジャー客輸送に臨時列車が設定されている。初期の頃は堅田駅までの定期新快速を近江今津駅まで延長するものや、朝夕の網干駅 - 大阪駅間の快速を湖西線に延長するものであった。臨時列車では夏冬に運用がない修学旅行用車（155系）を利用したものもあり、宮原電車区（現在の網干総合車両所宮原支所）に所属する車両はこの時に耐寒耐雪工事を受けている。
また、新快速の敦賀駅直通にともない定期運用で4両編成化された列車の多客時の救済列車が2006年秋以降定番化しており、特にマキノ駅を最寄りとする海津大崎の花見客輸送では敦賀行きを分割する編成が本編成に先行して救済する臨時列車として運転されているが、2015年度以降は設定されていない。また観光シーズンには琵琶湖一周列車が団体貸切の形で運転されている。

#### スキーびわこホリデー号
沿線には京阪神から箱館山スキー場・びわ湖バレイ・国境スキー場など京阪神地区から日帰りで行けるスキー場があり、永原駅 - 姫路駅間、近江今津駅 - 和歌山駅間で快速「スキーびわこホリデー号」を運転し、現在快速が停車していない志賀駅・比良駅にも停車していた。

#### 湖水浴近江舞子号
1985年頃の夏には近江舞子水泳場への臨時列車として、当時日根野電車区に配置されていた485系電車を使用して近江舞子駅 - 大阪駅間に運転されていた。

#### 湖西レジャー号
定期列車の増発が進み臨時列車の運転は減っており、土休日ダイヤの新快速で朝の近江今津・敦賀方面行きの4本と、午後の敦賀駅からの4本を志賀駅に臨時停車する「湖西レジャー号」と呼んで区別していたが、2015年度以降は設定されていない。1997年春は比良駅に臨時停車する新快速を「湖西レジャー号」としていた。また、2002年頃は志賀駅と比良駅の双方に臨時停車する新快速を「湖西レジャー号」としていた。

#### 大晦日終夜運転
かつては、大晦日深夜から元旦にかけて、堅田駅 - 山科駅 - 京都駅間で普通のみ約60分間隔で終夜運転が実施されていたことがあったが、2000年代半ば頃には既に取り止められ、代わりに終電後に京都発堅田行き臨時列車を1本運転していたが、後にそれも廃止されている。

### 貨物列車

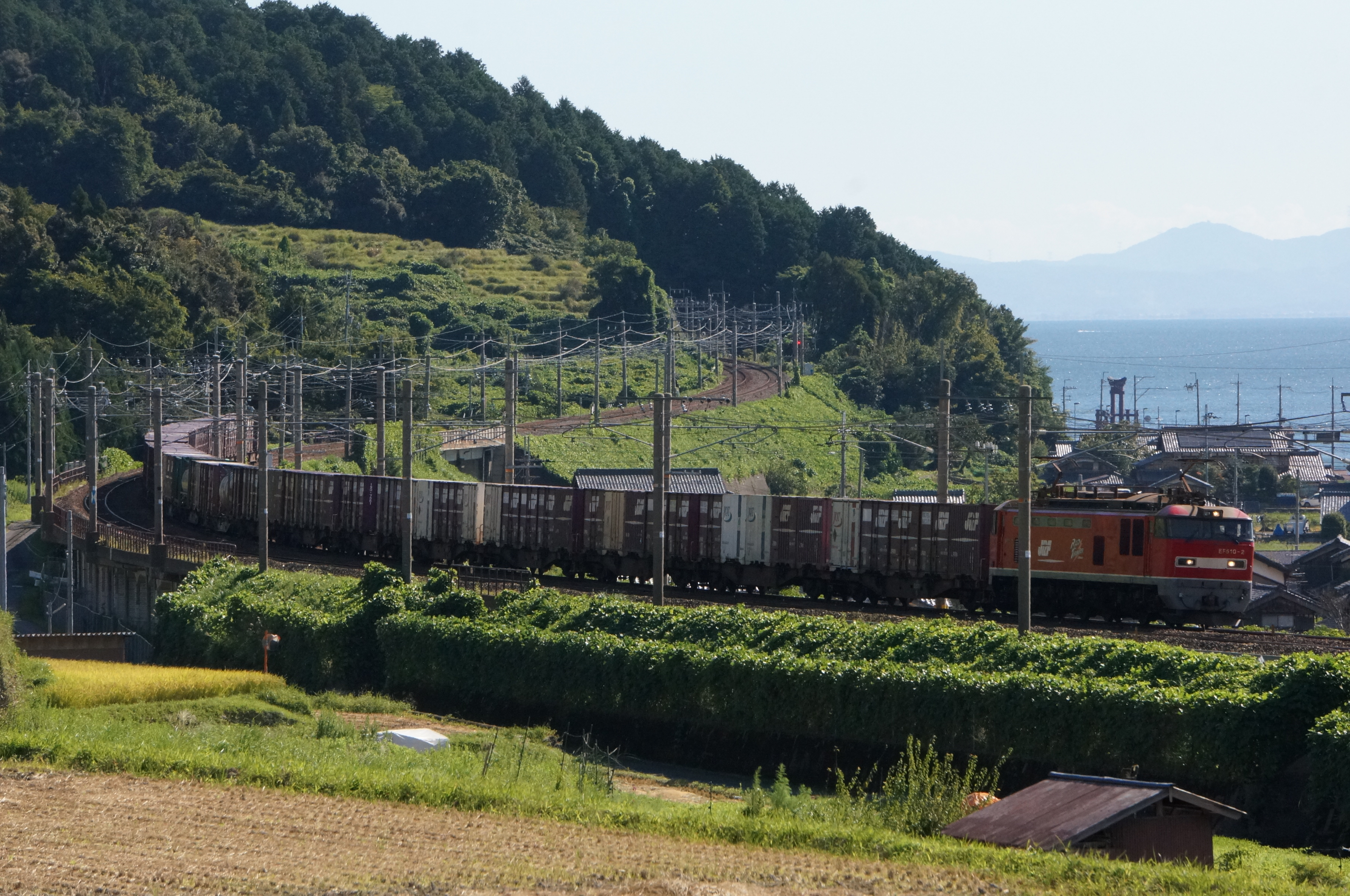
近江高島-北小松間を行くEF510形電気機関車牽引の貨物列車

貨物列車は、北陸方面に8本（このうち、休日運休が1本、日曜日運休が2本）と、京都方面に8本（このうち、休日運休が1本、日曜日運休が1本）運転されており、すべてコンテナ車で編成されている。湖西線区間には貨物の積み降ろしを扱う駅はないが、一部列車が旅客列車の待避のため一部駅に停車する。

## 使用車両
特急列車
電車
- 681系・683系 - 特急「サンダーバード」

普通列車（新快速・快速・普通）
すべて電車で運転されており、所属や車両性能の違いもあって運用上は221系と223系6000番台・2500番台のグループ、223系1000番台・2000番台と225系0番台・100番台のグループ、521系のみのグループに大別される。
- 221系
  - 221系登場と同時に網干電車区（現在の網干総合車両所）に配置された車両により新快速での湖西線運用が始まり、新快速が223系に置き換えられてからは普通列車の一部にも使われていたが、2006年10月改正で撤退し、しばらく221系の湖西線運用はなかった。その後2008年3月15日より新たに吹田総合車両所京都支所所属車両により湖西線での運用が復活した。また2015年3月14日より117系6両編成での運用を置き換えるかたちで網干総合車両所所属の6両編成の運用が復活した。2023年3月現在では、主に京都支所所属の4両・6両編成または4両編成を2編成つないだ8両編成が永原駅から山科方面の区間で運用されている。2020年頃までは網干総合車両所所属の8両貫通編成も同年時点で平日朝に上り普通1本に限って運用されていたが、同所の225系100番代3次車増備により置き換えられた。223系6000番台および2500番台と共通運用で、混結編成も見られる。

- 223系
  - 1000番台・2000番台
    - 網干総合車両所所属の車両が湖西線内の快速・新快速で原則8両+4両の12両編成（一部は4両編成または8両編成）で全列車に使用されているほか、一部の線内普通列車でも4両編成または8両編成で全区間で運用されている（ただし8両編成で運転されるのは山科側から永原駅までで、近江塩津駅・敦賀駅に乗り入れる列車は4両編成のみ）。225系0番台および100番台と共通運用で、混結編成も見られる。なお2000番台には6両編成も存在するが湖西線では運用されていない。

  - 2500番台・6000番台
    - いずれも吹田総合車両所京都支所所属で、6000番台は網干総合車両所（2000番台から改番）や同宮原支所から転属した4両・6両編成が2021年から、2500番台は吹田総合車両所日根野支所から転属した4両編成が2023年から山科側から永原駅までの普通列車として運用されている。座席配置は6000番台が2列+2列、2500番台が2列+1列と異なっているが、両番台とも運用されている4両編成は座席配置による区別なく共通運用されており、当該列車では同一列車番号でも日によって座席配置が異なるということが起こる。221系とも共通運用で、いずれも車両性能は221系と揃えられている。一部は4両編成を2編成繋いだ8両編成で運転されており、6000番台・2500番台・221系のうち2編成による混結編成も見られる。

- 225系（0番台・100番台）
  - 網干総合車両所所属の223系1000番台・2000番台と同様、湖西線内の快速・新快速で原則8両+4両の12両編成（一部は4両編成または8両編成）で全列車に使用されているほか、一部の線内普通列車でも4両編成または8両編成で全区間で運用されている（ただし8両編成で運転されるのは山科側から永原駅までで、近江塩津駅・敦賀駅に乗り入れる列車は4両編成のみ）。223系1000番台および2000番台と共通運用で、混結編成も見られる。

- 521系
  - 北陸本線・湖西線の敦賀駅までの直流化の際に投入された形式。敦賀駅・近江塩津駅 - 近江今津駅間と米原駅・長浜駅 - 近江塩津駅 - 近江今津駅間のワンマン列車に2両編成で使用されている。近江塩津駅・敦賀駅に乗り入れる普通列車は、223系・225系とこの車両のみで運転されている。ATS-Pを搭載する初期に製造された1次車E編成の5編成のみが湖西線で運用される。

貨物列車
電気機関車
- EF510形

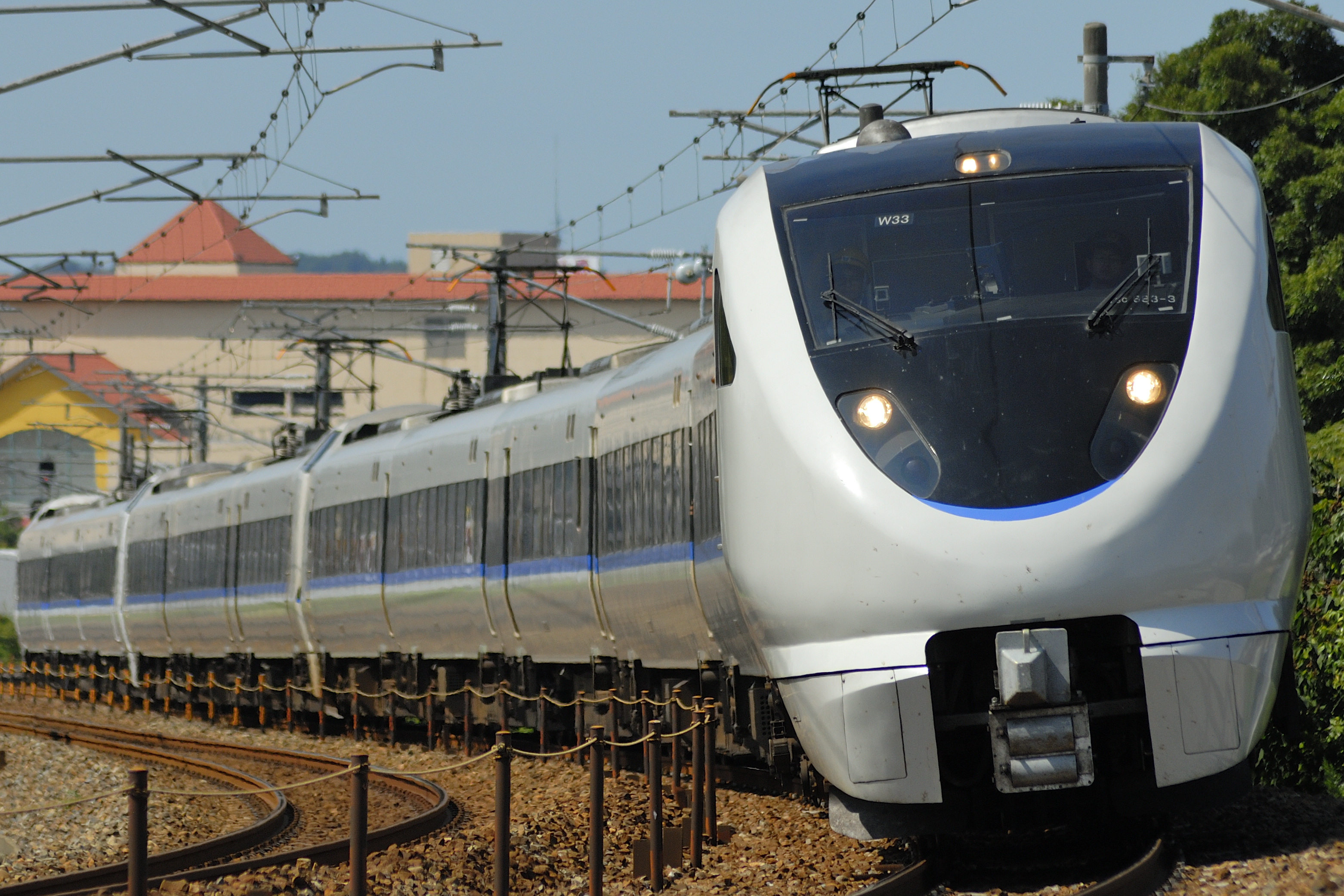
683系
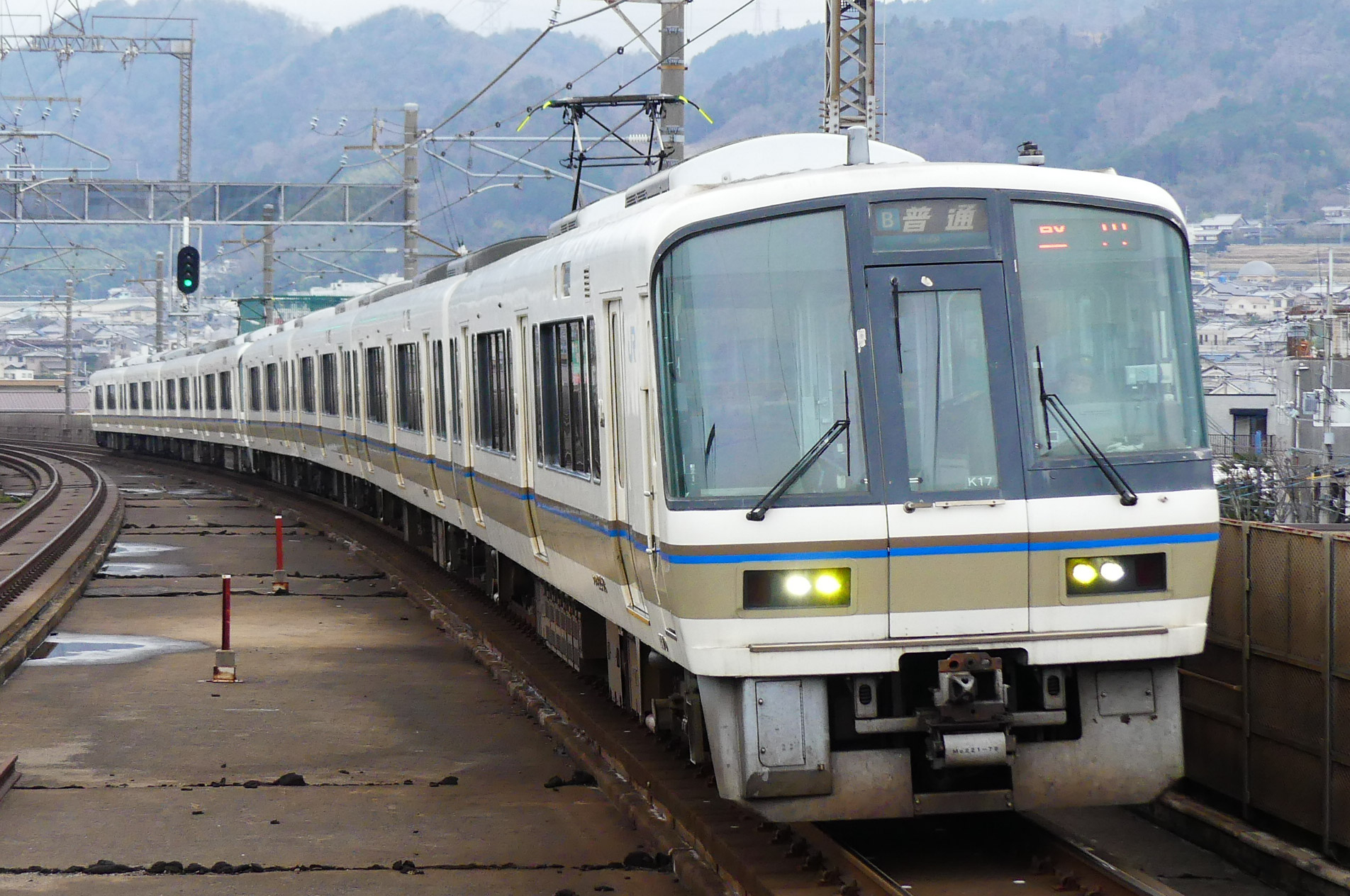
221系
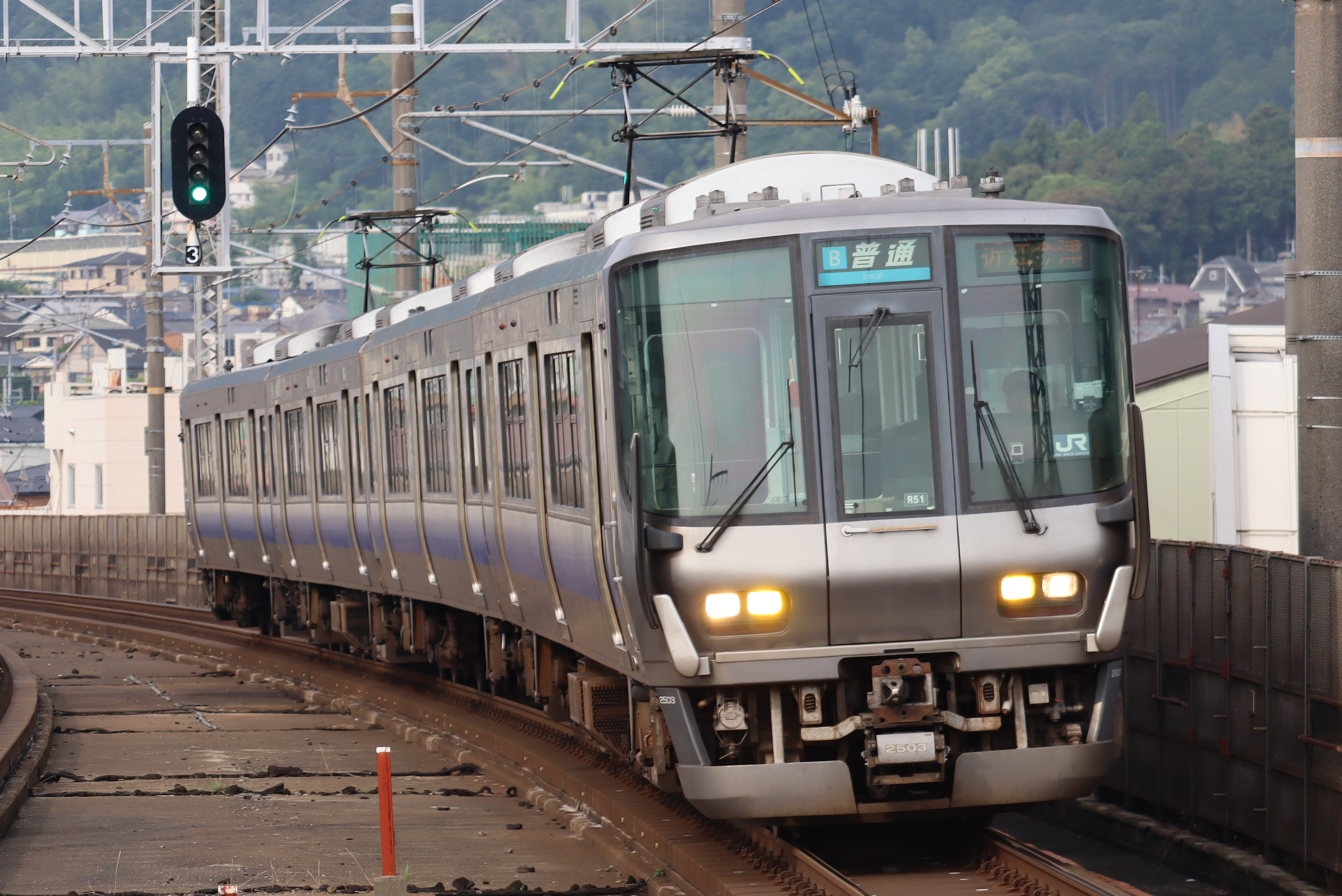
223系2500番台
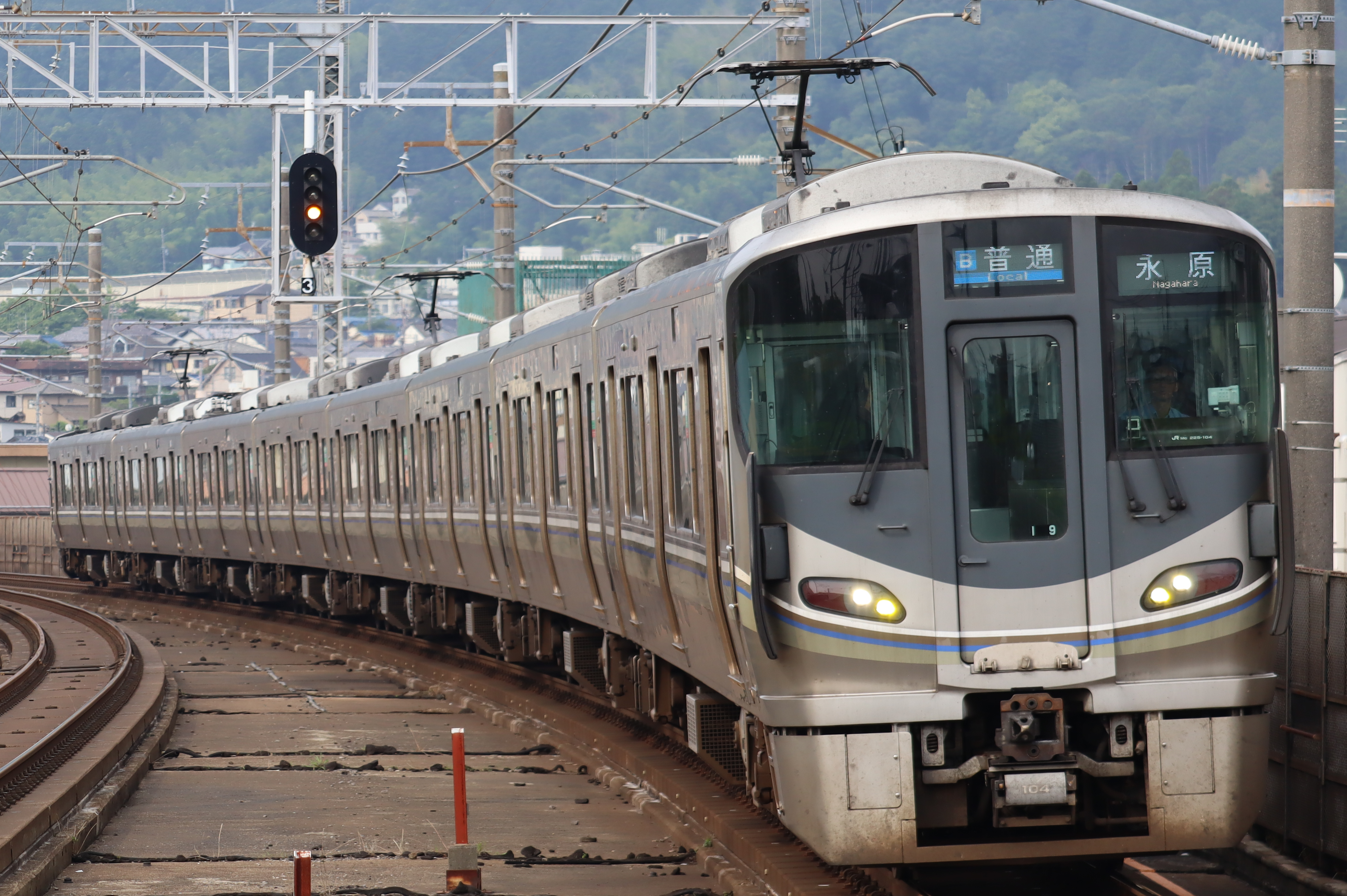
225系
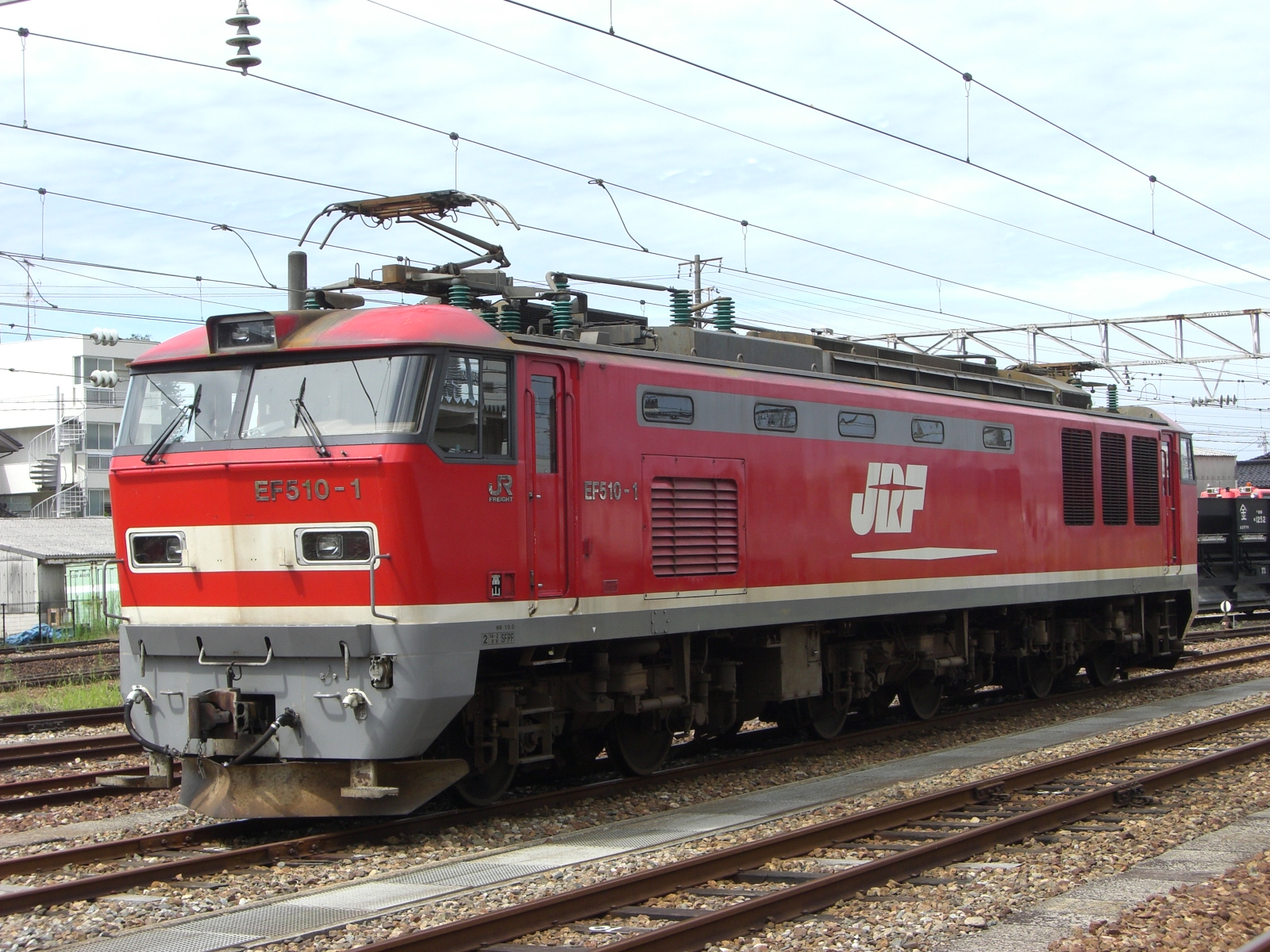
EF510形電気機関車

### 過去の使用車両
特急・急行列車
電車
- 485系 - 特急「雷鳥」として2011年3月11日まで、ほかにも2001年に廃止された特急「白鳥」（大阪駅 - 青森駅間）などに使用された。
- 583系 - 特急「雷鳥」や臨時急行「あおもり」で使用されていた。
- 471系・475系 - 当線を経由した急行「立山」で使用。

客車
- 24系 - 寝台特急「トワイライトエクスプレス」「日本海」「つるぎ」

電気機関車
- EF81形 - 「トワイライトエクスプレス」「日本海」「つるぎ」
- EF65形 - 団体臨時列車「特別なトワイライトエクスプレス」

普通列車
気動車 - 近江塩津駅 - 近江今津駅間にあった交直セクションをまたぐ敦賀駅 - 近江塩津駅 - 近江今津駅間では、湖西線開業時から1991年まで敦賀第一機関区（JR化後敦賀運転所・現在の敦賀地域鉄道部）に配置された気動車が敦賀駅 - 米原駅 - 彦根駅間の列車と共通運用で使用されていた。
- キハ20
- キハ26
- キハ48

電車
- 153系
  - 117系に置き換えられるまで新快速として使用されていた。

- 419系
- 475系
  - 1991年の長浜駅までの直流化に合わせ近江塩津駅 - 近江塩津駅 - 近江今津駅間の列車も電車化され、419系や475系が使用されていたが、2006年10月21日の改正以後これらの定期運用はなくなっている。

- 125系
  - 敦賀駅までの直流化に合わせて増備され、近江塩津駅 - 近江今津駅間で使用されたが、2009年3月改正からは湖西線に乗り入れる運用はない。

- 201系
  - 京阪神緩行線で運用。321系電車に置き換えられるまで使用されていた。

- 205系
  - JR京都線・神戸線・宝塚線に直通する普通（京阪神緩行線）で運用。JR京都線から堅田駅までの乗り入れのみの運用であった。

- 207系・321系
  - 京阪神緩行線で現在も運用している車両で、2016年3月25日まで湖西線に乗り入れていた。207系は2004年10月16日改正で近江今津駅で滞泊する運用ができたが、2006年3月18日改正で廃止された。運用見直しにより2015年3月14日改正時点では、西明石（土休日は新三田）発近江舞子行きの1本と、堅田発西明石行きの1本の運用となっていた。

- 113系
  - 湖西線開業時に半自動扉、前面タイフォンへのシャッター設置などの寒地対策をした113系700番台が登場した。以来、のちに草津線電化用に登場した2700番台ともに湖西・草津線用として湖西線電車の主力となっていた。6両貫通編成が在籍していた時期もあったが、後年は4両編成に揃えられ、4両編成または2編成つないだ8両編成で山科側から永原駅までの区間で運用されていた。また、他系列車両に合わせて先頭貫通扉・貫通幌の使用は中止していた。転属投入された223系6000番台や2500番台に置き換えられ、2023年4月1日に運用終了した。

- 117系
  - 新快速としての登場時から湖西線で運用され、新快速が221系に置き換えられてからは普通列車として運用されていた。半自動扉などの寒地対策は当初から湖西線での運用を考慮したものである。大半は一部の座席をロングシートに改造した旧福知山線車であり、原型車および100番台を組み込んだ編成はわずかとなっていた。8両単独編成は2010年3月12日限りで定期運用が廃止され、その後は点検等で6両編成が不足した場合に臨時で運用入りしていた。2022年5月31日付で8両編成のT1編成が廃車となり、以後は6両編成のみの運用となっていたが、転属投入された223系6000番台や2500番台または221系に置き換えられ、2023年4月1日を最後に運用を終了した。

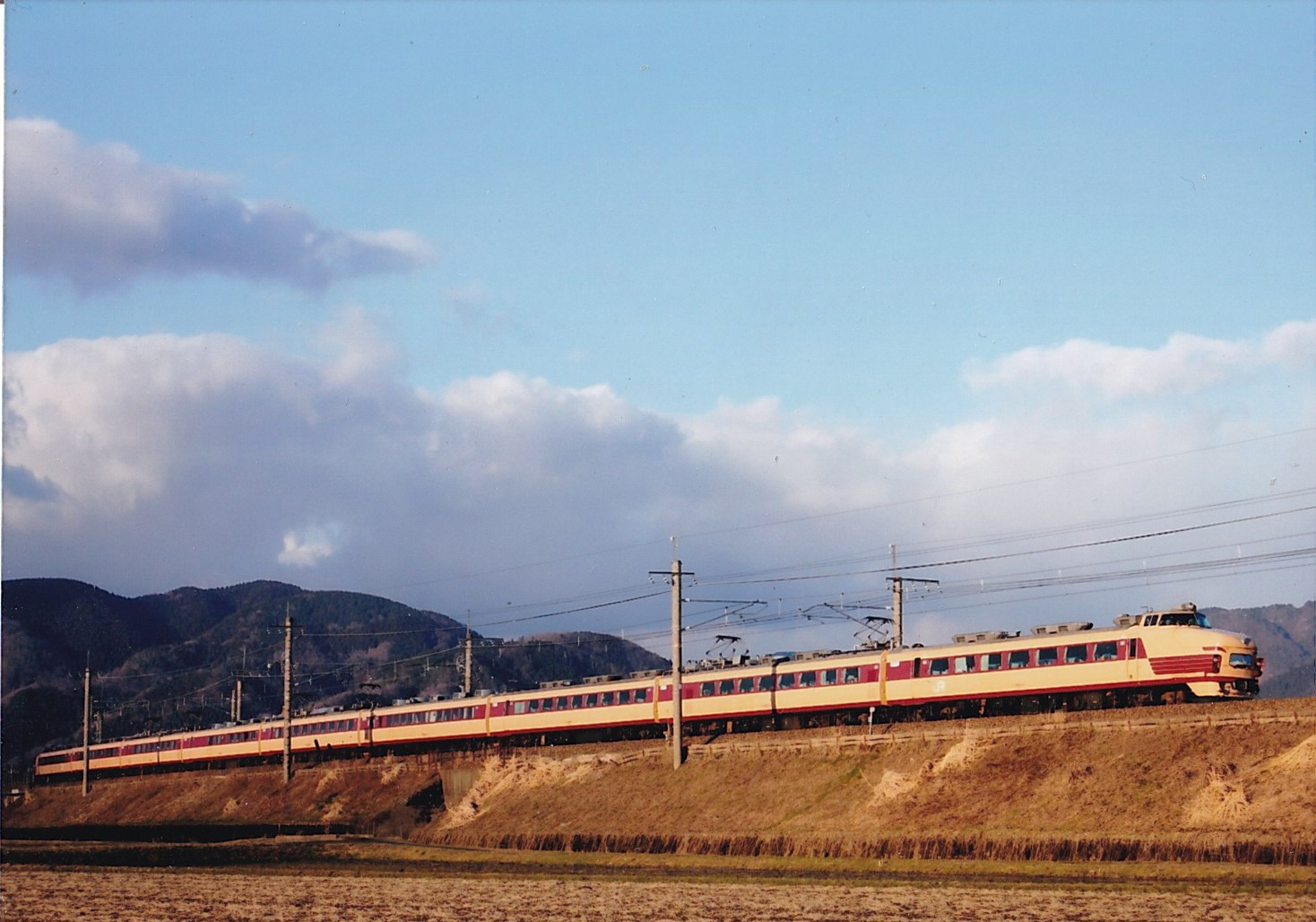
485系初期車
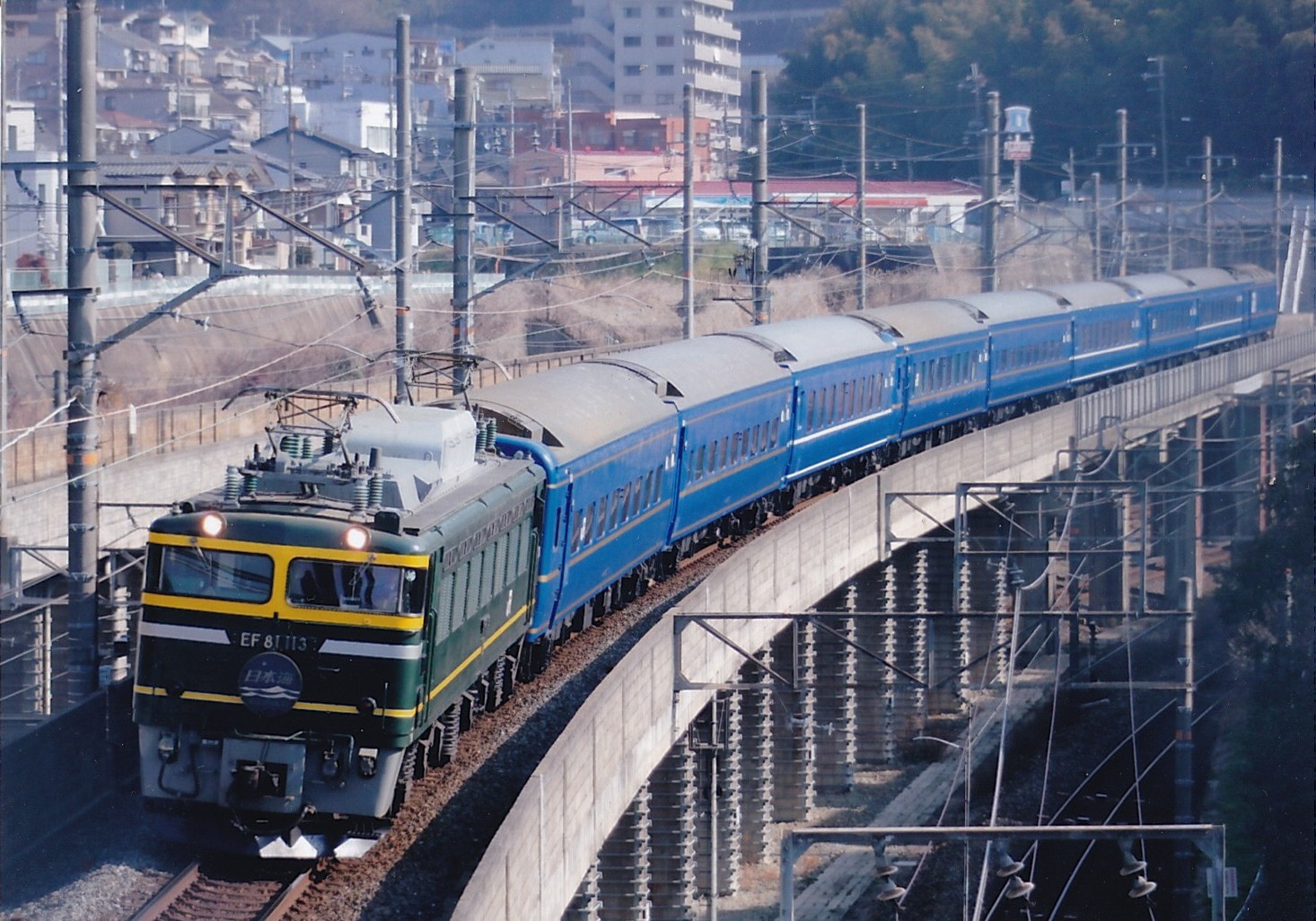
国鉄EF81型牽引「日本海」
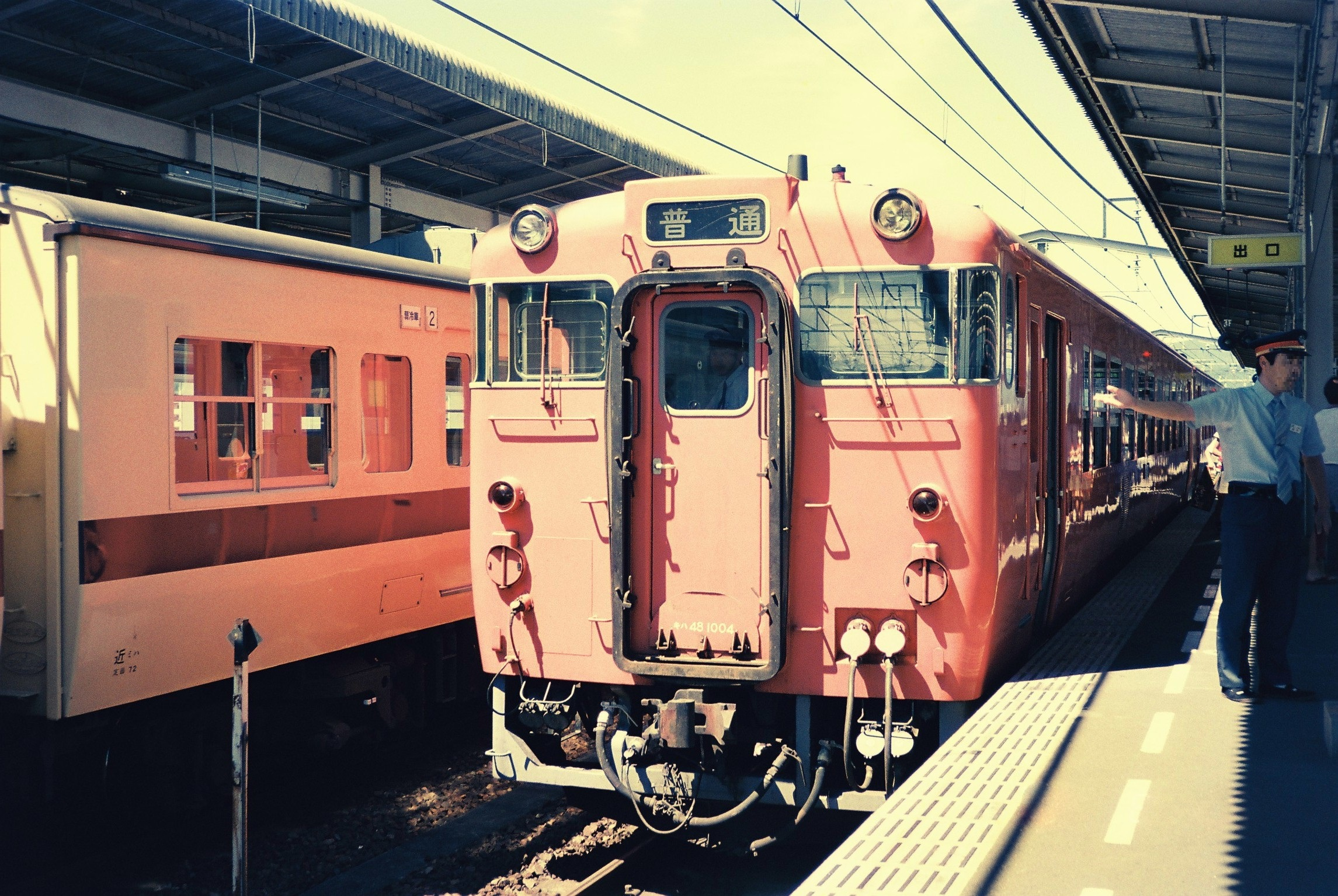
近江今津-近江塩津間を結んでいたキハ48（1987年）
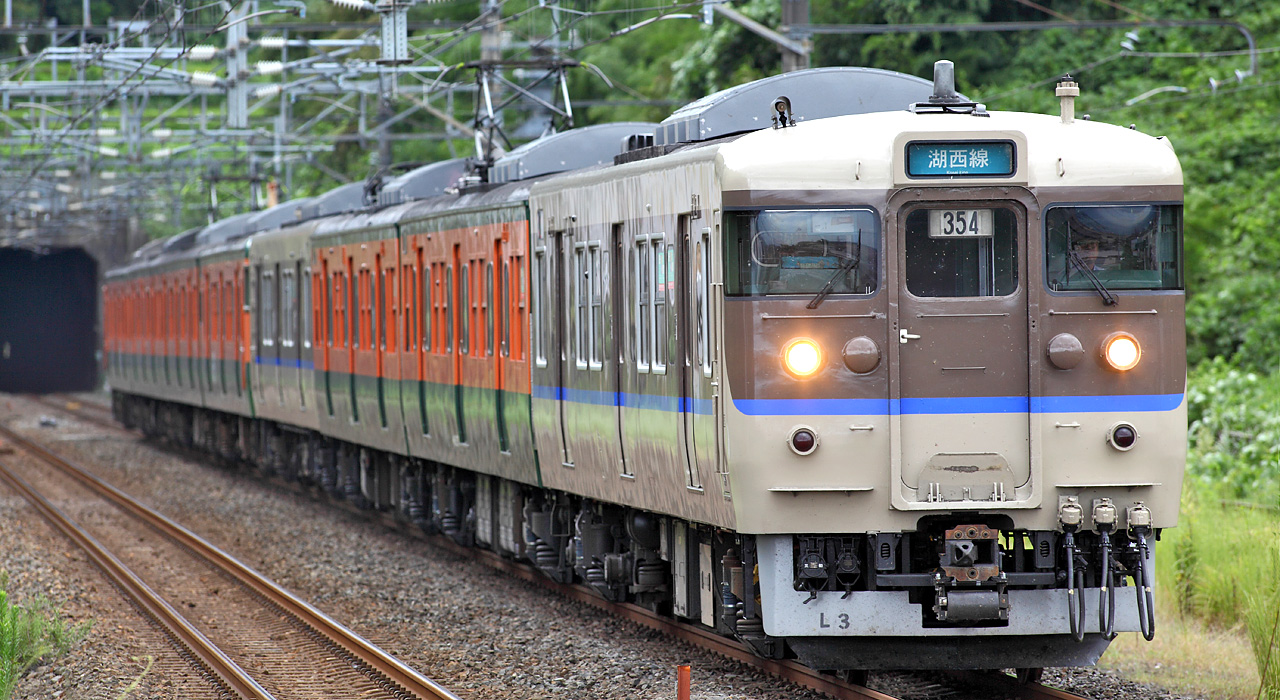
113系
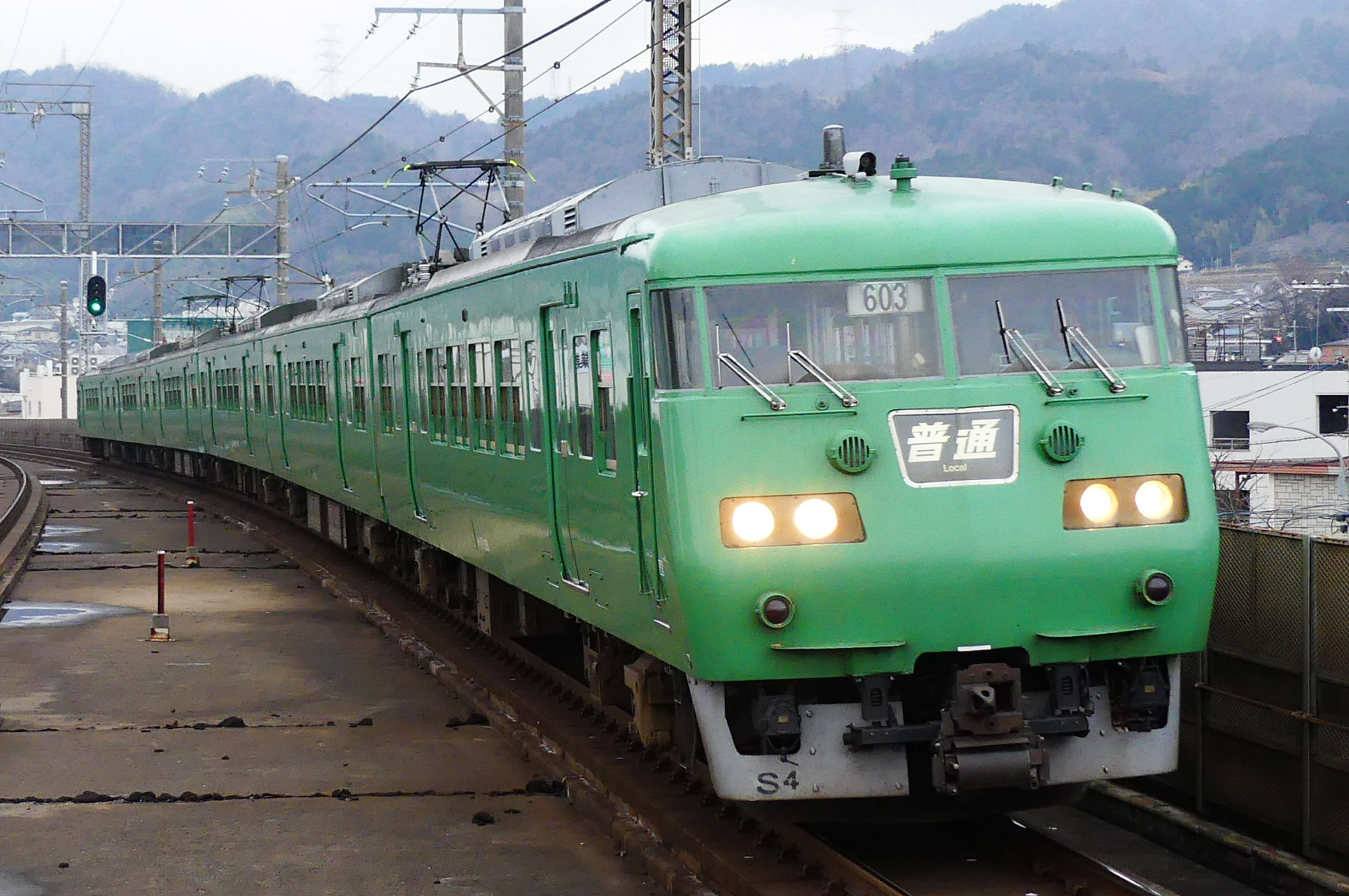
117系

## 沿線概況
本節では都合上、運転系統上の下り方向（山科駅→近江塩津駅）の順に説明する。
関西と北陸の短絡という目的から高速走行を狙う路線とされたため、ほとんどの区間がトンネルや高架線、盛土、切土などの立体構造となっており、湖西線内に踏切は設置されていない。三井寺や白鬚神社などでは境内をトンネルが通過することによる土地取得などを巡って補償騒動が起きたほか、地元からの反対、江若鉄道（前述）との関係で路線決定に難航した部分もあるが、最小曲率半径は原則1,400 mとし（大津京駅付近の半径800 m、近江高島駅付近の半径1,000 mなど例外が数か所ある）、勾配も19 ‰以下と在来線としては高規格で建設されている。
大津京・おごと温泉・堅田・近江舞子・安曇川・近江今津・永原の7駅に待避設備があり、このうち堅田・近江舞子・近江今津・永原の4駅には折り返し設備が設けられている。このほか、和邇駅にも渡り線があり、本線上での折返しが可能となっている。
高架区間ではスラブ軌道を多用したため、保線も大型機械を導入した。その大型機械を使う保守間合いを確保するため、深夜に通過する貨物列車を単線で使用するための設備（単線並列）を設けた。おごと温泉駅を除く待避可能駅とマキノ駅にはシーサスを、上下線との両方向で使用できる信号設備（複線利用では閉塞区間があるが、単線で使用時は1閉塞扱い）を配置した。しかし、その後貨物列車の減少などにより設備を維持する必要性が薄れたため、2004年に単線用信号設備の使用が停止され、マキノ駅、安曇川駅、大津京駅の両渡り線は最終的に撤去された。
高速運転に最適な路線であるため、日本国有鉄道（国鉄）時代から、湖西線を利用して381系・221系・681系や四国旅客鉄道（JR四国）の8000系電車などが速度向上試験に取り組んだ。また、JR西日本で新型車両を投入する際は投入先に関係なく湖西線で試運転を行うのが通例となっている。
現在は特急「サンダーバード」と姫路・播州赤穂方面まで直通運転する新快速が最高速度130 km/hで走行する。また、ブレーキ性能上120 km/hを最高速度とする485系電車で運転されていた「雷鳥」も、踏切のない湖西線内では最高速度130 km/h運転が特別に認められた。ただしこの特例が認可されたのはJR発足後であり、1989年3月11日のダイヤ改正により登場した「スーパー雷鳥」を皮切りに順次最高速度の引き上げが行われた。「サンダーバード」で京都駅 - 敦賀駅間無停車の場合の最速所要時間は、下りが50分、上りが53分程度である。

### 山科駅 - 堅田駅間
山科駅を出ると、東海道本線と分岐し、長等山トンネル（長さ3,075 m）に入る。このトンネルは、山科寄りの坑口は単線3本の変形トンネルであるが、大津京寄りが複線断面である。山科駅に停車する下り列車は18 ‰の勾配で東海道本線を乗り越すが、特急列車や貨物列車など山科駅を通過する下り列車は10 ‰の緩勾配用に設けられた分岐線を通り、トンネル内で合流している。長等山トンネルを出ると京阪石山坂本線を乗り越えて、すぐに2面4線の大津京駅に着く。ここでは京阪の京阪大津京駅への乗り換えができる。
大津京駅から北は活断層（琵琶湖西岸断層帯）が活動した結果できた細長い平地に沿って走る。そのため、西に比叡・比良の山脈を見上げ、東はほぼ全線に渡って琵琶湖の湖面を眺めることができる。線路の周囲は静かな田園地帯ではあるが、堅田駅までは周辺に住宅や量販店も多い。途中、おごと温泉駅付近は江若鉄道の旧線路と大きく離れ、山側をほぼ直線で抜けていく。そのため、おごと温泉駅の前後に5つの比較的短い第一 - 第五雄琴トンネルがある。
大津京駅を過ぎ、1面2線の唐崎駅へ。唐崎駅を出ると左手に国道161号湖西道路が並行して走り、新快速停車駅の比叡山坂本駅に着く。比叡山坂本駅を出て次に到着するおごと温泉駅は両端をトンネルに挟まれた構造となっている。おごと温泉駅からトンネルを2本抜けて市街地が近づくと堅田駅に到着する。堅田駅は特急の一部や新快速が停車する主要駅で、この駅を始発・終着とする普通も多く、国鉄時代は新快速もこの駅の発着であった。

### 堅田駅 - 近江今津駅間
堅田駅から先は湖岸に沿って線路が走り、天気がよい日には対岸の山々も見える。次の小野駅はびわこローズタウンへの最寄駅として、京阪電気鉄道の請願駅として京阪の出資により開業した。続く和邇駅・蓬萊駅・志賀駅・比良駅はいずれも普通しか停車しない（ただし、志賀駅は新快速が臨時停車することもある）。近江舞子駅は2面4線で、かつては新快速の終着駅であった。普通列車の大半はこの駅で折り返す。近江塩津方面に向かう新快速はこの駅から各駅に停まる。また、北小松駅を過ぎると比較的短い2つのトンネル（第一・第二北小松トンネル）があり、高島市に入り、その先に路線決定で難航した白鬚神社の北側を短い2つのトンネル（第一・第二白鬚トンネル）、そして高島トンネル（長さ1,498 m）の合計5つのトンネルを抜けると近江高島駅に到着する。その先は湖岸から離れ、平地の中を走り、2面4線のホームを持つ安曇川駅に到着する。安曇川を渡り、高島市役所への最寄駅・新旭駅に着き、再び琵琶湖に近づくと、近江今津駅に着く。近江今津駅は留置線を持つ湖西線の拠点駅である。ここで大半の普通が京都方面に折り返すほか、敦賀駅および近江塩津駅発着の新快速の増解結作業が行われている。
湖西地域は北陸から続く多雪地帯のため、スプリンクラーや雪落とし溝などの設備を持っている。近江今津駅には電留線設備があり車両の夜間滞泊が行われているが、留置時にパンタグラフが位置する場所には屋根を設け、降雪から車両を保護している。
一方で、比良おろしと呼ばれる強風により、貨物列車が徐行運転中に貨車が高架から転落したり、停車待避中に横転した事故例もあり、速度規制や運転見合わせとなることも多く「サンダーバード」など湖西線を通過する特急が米原駅（東海道本線・北陸本線）経由で迂回運転されることもある。2006年度では運転見合わせは計28日実施された。これを受けて、JR西日本は、比良駅 - 近江舞子駅間と、近江舞子駅 - 北小松駅間の山側（西側）に防風柵を設置し、従来秒速25メートルで運転規制を行うようにしていたのを30メートルまで引き上げ、年間の運転見合わせ時間が設置前の26%になった。防風柵は2018年（平成30年）までに完成を見たが、総延長は14.6kmに達した。また防風柵工事完成に合わせて、近江舞子駅には風力発電装置が備えられ、駅で使用する電力の一部を賄っている。

### 近江今津 - 近江塩津駅間
近江今津駅を離れると一転して市街地から外れ、さらに水田地帯の中を走って行くが、近江中庄駅は無人駅で駅周辺は閑散としている。この駅はほぼ一直線上にあるため、ホームから双方向への見通しも非常に良い。次のマキノ駅は片仮名の駅として国鉄時代から有名で、かつては町名も片仮名になっていた。2005年に高島市に合併されて町名は消えてしまったが、駅名の方は片仮名書きが健在である。マキノ駅を過ぎると山々が近づき、峰山トンネル（長さ3,910 m）を通過、長浜市に入り、2面4線の永原駅に着く。かつては直流電化区間の終着駅として新快速の発着もあった。現在でも永原駅で折り返す普通はまだ残っており、6両または8両編成の普通列車はこの駅までしか入線しない。駅前には長浜市役所西浅井支所がある。さらに永原を過ぎた先で国道303号をオーバークロスして、城山トンネル（長さ2,318 m）を抜けていく。2006年9月までこのトンネルを抜けた北側に交直セクションがあった。その後約20 mの高さの高架橋で水田地帯を越え、右手に北陸本線が寄り添い、国道8号をオーバークロスして近江塩津駅に着く。ただし同駅は通過列車主体の湖西線下り本線側には異常時用0番線ホームしかなく、停車列車は北陸本線下り2・3番線ホームに転線して停車する。大雪時にはポイント不転換防止のため、0番線ホームに停車し、旅客乗降を扱う場合もある。

## 乗車制度の特例
山科駅 - 近江塩津駅間をまたぐ場合、米原駅経由の乗車であっても湖西線経由の営業キロで普通運賃・料金を計算する経路特定区間の特例がある。しかし定期券の場合はそれが適用されず、実際に乗車する経路の運賃が適用されるため、米原駅経由より割安な湖西線経由の定期券では米原駅経由で利用できない。
2012年3月まで定期列車として運行されていた急行「きたぐに」号は米原駅経由で運行されていたが、この区間をまたぐ場合は湖西線経由で料金を計算していた。前記の通り定期券には適用されなかったため、定期券と急行券を併用する場合は、定期券が米原経由、急行券が湖西線経由と金額の計算経路が異なっていた。

## 直流化工事
湖西線建設当時、北陸本線との接続駅となる近江塩津駅は交流で、東海道本線との接続駅となる山科駅は直流でそれぞれ電化されていたため、近江塩津駅の隣にある永原駅との間に交直セクションが設けられた。これにより、大阪・京都方面から湖西線を通して北陸方面に直通できる車両は、気動車やディーゼル機関車などの内燃動車や動力を持たない客車・貨車を除けば車上で交流と直流の切り替えができる485系などの交直流電車と交直流両用のEF81形電気機関車に限られた。永原駅 - 山科駅間は直流電化で建設されたため同区間の普通列車は直流電車で運転されていたが、需要が多く見込めない湖西線と北陸本線との直通列車には特急列車を除いて高価な交直流電車は投入されず、敦賀駅 - 近江塩津駅 - 近江今津駅間の普通列車は電化区間でありながら1991年9月13日まで気動車で運転されていた。
一方、北陸本線も交流電化のためローカル列車の本数も少なく、湖北地区と大津や京阪神間の移動には米原駅での乗り換えが必要であった。滋賀県や地元自治体は国鉄時代の1986年に沿線市町・商工会で「北陸本線直流化促進期成同盟会」を設立し、北陸本線の利便性向上には電化方式の変更が必要と国鉄・JRへの要望活動を進め、さらに1990年5月には、湖西の市町も加わり「琵琶湖環状線促進期成同盟会」を新たに発足させ、JRへの働きかけを進めた。その結果、翌年北陸本線長浜駅 - 米原駅間の直流化工事が行われた。もともと実際の交直セクションは同線の田村駅 - 坂田駅間であったので、これを虎姫駅 - 長浜駅間に移設したものである。工事費約7億円は県や長浜市など地元自治体の負担でまかなった。工事完成による1991年9月14日のダイヤ改正以降、京阪神からの新快速が長浜駅まで直通したことで、長浜市では観光客の増加と人口増加という経済効果をもたらした。新快速の乗り入れで長浜市が京阪神の通勤圏となった一方、黒壁スクエアなど地元の観光資源活性化などが反響を呼んだ結果多くの観光客が長浜市へと足を運ぶようになり、街づくりの起爆剤としての直流化工事は注目を浴びた。
その成功を見て、同様に交流電化で列車本数が少なく米原駅以西への直通がなかった湖北地区でも「新快速の直通を」という機運が高まり、湖北地区の各自治体も動き出した。湖西と湖北地区の相互交流もこの交直セクションが障害となり直通列車が少なく不便であったため、これらを解消するためにも直流化工事は地元の重要課題であった。1995年からは基金として毎年工事費用を各自治体が積み立てることを始め、「琵琶湖環状線構想」を前進するよう駅周辺整備や観光施設の案内整備に努めた。一方、長浜市の成功事例を参考に、敦賀市も新快速の直通による観光客の増加を目論見、福井県とともに京阪神からの直通列車を増発するためには直流化が必要、と働きかけるようになった。
そこで鉄道整備の一環として、
1. 新快速を湖北に直通させる
2. 湖西湖北の列車利用による移動をより便利にする
3. 敦賀へ京阪神から直通の新快速を走らせる

という狙いで、湖西線と北陸本線の直流化工事が行われた。工事は地元の請願という形で、滋賀県側（県と地元自治体）と福井県側（県と敦賀市）がほぼ折半の形で工事費を負担した（工事費は161億円で、うち滋賀県側が75億円・福井県側が68億円の設備費用分を負担し、JR西日本が車両新製費として18億円を負担している）。
直流化工事は、近江塩津駅 - 永原駅間と虎姫駅 - 長浜駅間にあったデッドセクションを南今庄駅 - 敦賀駅間（厳密には北陸トンネル敦賀口側）に移設し、北陸本線敦賀駅 - 長浜駅間、湖西線近江塩津駅 - 永原駅間を直流饋電とするもので、2006年9月24日に完成した。
これにより、同年10月21日にダイヤ改正が行われ、日中を中心に1日25本（湖西線経由17本、琵琶湖線・北陸本線経由8本）が近江今津駅・長浜駅から延長される形で敦賀駅まで、1日18本が近江塩津駅（琵琶湖線・北陸本線経由）まで乗り入れるようになった。近江塩津駅では、日中に湖西線方面からの下り敦賀行きから当駅始発の上り米原方面行きに、また米原方面からの当駅止まりから湖西線上り列車に同一ホームで乗り換えができるようになり、湖西線と北陸本線の接続が改善された。但し、元からホーム長の長い敦賀駅を除いて近江塩津駅など直流化された駅ではホーム延伸や4両を超える長さでの嵩上げ工事は行われなかったため、6両や8両などの普通列車は現在でも永原駅止まりで運転されている。
なお、北陸本線に乗り入れする新快速の標準的な所要時間は、湖西線経由で敦賀駅から京都駅までが約95分、大阪駅までで約125分、三ノ宮駅までで約145分、姫路駅までで約185 - 190分である。また米原駅経由はさらに15分ほど所要時間が延びる。もともと湖西地区と敦賀市の流動はほとんどなく、湖北・湖東地区と敦賀市の流動はそれなりにあるため、敦賀駅発着の新快速は、昼間は湖西線経由とし、それ以外は米原駅経由になっている。そのため朝夕時間帯には接続時分や湖西線内での所要時間などにより、米原駅経由のほうが早くなる場合もある。

## データ

### 路線データ
- 管轄（事業種別）：西日本旅客鉄道（第一種鉄道事業者）・日本貨物鉄道（第二種鉄道事業者）
- 路線距離（営業キロ）：74.1 km[4]
- 建設主体：日本鉄道建設公団（現 独立行政法人 鉄道建設・運輸施設整備支援機構）
- 軌間：1,067 mm
- 駅数：21（起終点駅含む）[4]
  - 湖西線所属駅に限定した場合、北陸本線所属の近江塩津駅と東海道本線所属の山科駅が除外され[74]、19駅になる[75]。
- 複線区間：全線
- 電化区間：全線（直流1,500 V）
- 閉塞方式：自動閉塞式
- 保安装置：ATS-PおよびATS-SW（拠点P[3]）
- 運転指令所：大阪総合指令所
- 最高速度：130 km/h
- IC乗車カード対応区間：
  - ICOCAエリア：全線（全線 PiTaPaポストペイサービス対象区間）

### 駅一覧
便宜上、近江塩津側の列車が乗り入れる北陸本線敦賀駅 - 近江塩津駅間と、山科側の全列車が乗り入れる東海道本線山科駅 - 京都駅間も合わせて記載する。
- 京：特定都区市内制度における「京都市内」エリアの駅
- #：待避可能駅
- 累計営業キロは近江塩津駅起点。
- 停車駅
  - 普通…すべての駅に停車
  - 快速・新快速…●印の駅は停車、｜印の駅は通過、※印の駅は「湖西レジャー号」のみ臨時停車
    - 平日のみ運転の近江舞子発の快速は、京都駅までは普通として運転。

  - 特急「サンダーバード」…列車記事を参照。
- 駅ナンバーは2018年3月より導入[76]。

| 路線名   | 駅ナンバー    | 駅名       | 営業キロ | 営業キロ | 快速 | 新快速 | 接続路線                                                                   | 所在地        | 所在地        |
| 路線名   | 駅ナンバー    | 駅名       | 駅間     | 累計     | 快速 | 新快速 | 接続路線                                                                   | 所在地        | 所在地        |
| -------- | ------------- | ---------- | -------- | -------- | ---- | --- | -------------------------------------------------------------------------- | ------------- | ------------- |
| 北陸本線 | JR-B08        | 敦賀駅#    | -        | 14.5     | ●    | ● | 西日本旅客鉄道： 北陸新幹線・■小浜線 ハピラインふくい：■ハピラインふくい線 | 福井県 敦賀市 | 福井県 敦賀市 |
| 北陸本線 | JR-B09        | 新疋田駅   | 6.7      | 7.8      | ●    | ● |                                                                            | 福井県 敦賀市 | 福井県 敦賀市 |
| 北陸本線 | JR-B10        | 近江塩津駅 | 7.8      | 0.0      | ●    | ● | 西日本旅客鉄道： 北陸本線（米原方面：JR-A03）                              | 滋賀県        | 長浜市        |
| 湖西線   | JR-B10        | 近江塩津駅 | 7.8      | 0.0      | ●    | ● | 西日本旅客鉄道： 北陸本線（米原方面：JR-A03）                              | 滋賀県        | 長浜市        |
| JR-B11   | 永原駅#       | 5.8        | 5.8      | ●        | ●    | |                                                                            | 滋賀県        | 長浜市        |
| JR-B12   | マキノ駅      | 7.1        | 12.9     | ●        | ●    | | 高島市                                                                     | 滋賀県        |               |
| JR-B13   | 近江中庄駅    | 3.2        | 16.1     | ●        | ●    | | 高島市                                                                     | 滋賀県        |               |
| JR-B14   | 近江今津駅#   | 4.8        | 20.9     | ●        | ●    | | 高島市                                                                     | 滋賀県        |               |
| JR-B15   | 新旭駅        | 4.9        | 25.8     | ●        | ●    | | 高島市                                                                     | 滋賀県        |               |
| JR-B16   | 安曇川駅#     | 3.3        | 29.1     | ●        | ●    | | 高島市                                                                     | 滋賀県        |               |
| JR-B17   | 近江高島駅    | 4.1        | 33.2     | ●        | ●    | | 高島市                                                                     | 滋賀県        |               |
| JR-B18   | 北小松駅      | 6.4        | 39.6     | ●        | ●    | | 大津市                                                                     | 滋賀県        |               |
| JR-B19   | 近江舞子駅#   | 2.3        | 41.9     | ●        | ●    | | 大津市                                                                     | 滋賀県        |               |
| JR-B20   | 比良駅        | 2.2        | 44.1     | ｜       | ｜   | | 大津市                                                                     | 滋賀県        |               |
| JR-B21   | 志賀駅        | 2.7        | 46.8     | ｜       | ※    | | 大津市                                                                     | 滋賀県        |               |
| JR-B22   | 蓬萊駅        | 2.4        | 49.2     | ｜       | ｜   | | 大津市                                                                     | 滋賀県        |               |
| JR-B23   | 和邇駅        | 2.4        | 51.6     | ｜       | ｜   | | 大津市                                                                     | 滋賀県        |               |
| JR-B24   | 小野駅        | 2.7        | 54.3     | ｜       | ｜   | | 大津市                                                                     | 滋賀県        |               |
| JR-B25   | 堅田駅#       | 2.1        | 56.4     | ●        | ●    | | 大津市                                                                     | 滋賀県        |               |
| JR-B26   | おごと温泉駅# | 3.2        | 59.6     | ●        | ｜   | | 大津市                                                                     | 滋賀県        |               |
| JR-B27   | 比叡山坂本駅  | 3.4        | 63.0     | ●        | ●    | | 大津市                                                                     | 滋賀県        |               |
| JR-B28   | 唐崎駅        | 2.6        | 65.6     | ｜       | ｜   | | 大津市                                                                     | 滋賀県        |               |
| JR-B29   | 大津京駅#     | 3.1        | 68.7     | ●        | ●    | 京阪電気鉄道：■ 石山坂本線 ⇒ 京阪大津京駅 (OT15) | 大津市                                                                     | 滋賀県        |               |
| JR-B30   | 山科駅 京     | 5.4        | 74.1     | ●        | ●    | 西日本旅客鉄道： 東海道本線（琵琶湖線：JR-A30） 京都市営地下鉄： 東西線 (T07) 京阪電気鉄道：■ 京津線 ⇒ 京阪山科駅 (OT31)                                                                | 京都府京都市                                                               | 山科区        |               |
| JR-B30   | 山科駅 京     | 5.4        | 74.1     | ●        | ●    | 西日本旅客鉄道： 東海道本線（琵琶湖線：JR-A30） 京都市営地下鉄： 東西線 (T07) 京阪電気鉄道：■ 京津線 ⇒ 京阪山科駅 (OT31)                                                                | 京都府京都市                                                               | 山科区        | 東海道本線    |
| JR-B31   | 京都駅 京#    | 5.5        | 79.6     | ●        | ●    | 西日本旅客鉄道： 東海道本線（JR京都線：JR-A31）・ 山陰本線（嵯峨野線：JR-E01）・ 奈良線 (JR-D01) 東海旅客鉄道： 東海道新幹線 近畿日本鉄道：B 京都線 (B01) 京都市営地下鉄： 烏丸線 (K11) | 京都府京都市                                                               | 下京区        |               |

中間駅のうち、直営駅は近江今津駅・堅田駅の2駅のみである。ほかに近江中庄駅・近江高島駅・北小松駅が終日無人駅、永原駅・マキノ駅が簡易委託駅である以外はすべて、JR西日本交通サービスによる業務委託駅である。

### 平均通過人員
各年度の平均通過人員（人/日）は以下のとおりである。
| 年度                   | 平均通過人員（人/日） | 出典   |
| 年度                   | 山科 - 近江塩津       | 出典   |
| ---------------------- | --------------------- | ------ |
| 2013年度（平成25年度） | 36,161                | [ 78 ] |
| 2014年度（平成26年度） | 36,660                | [ 79 ] |
| 2015年度（平成27年度） | 37,689                | [ 80 ] |
| 2016年度（平成28年度） | 38,202                | [ 81 ] |
| 2017年度（平成29年度） | 38,322                | [ 82 ] |
| 2018年度（平成30年度） | 38,218                | [ 83 ] |
| 2019年度（令和元年度） | 36,753                | [ 84 ] |
| 2020年度（令和02年度） | 19,592                | [ 85 ] |
| 2021年度（令和03年度） | 21,380                | [ 86 ] |
| 2022年度（令和04年度） | 29,155                | [ 87 ] |
| 2023年度（令和05年度） | 33,177                | [ 88 ] |